# Qianlong
Qianlong (chino: 乾隆, pinyin: Qiánlóng, Wade-Giles: Ch'ieng-lung, Pekín; 25 de septiembre de 1711-7 de febrero de 1799) fue el sexto emperador de la dinastía Qing, y el cuarto emperador Qing que reinó sobre toda China. Su nombre de pila era Hongli, y era el cuarto hijo del emperador Yongzheng.
El reinado de Qianlong está considerado como una edad de oro de la civilización china, y marcó el apogeo de la dinastía Qing. Su reinado oficial comenzó 18 de octubre de 1735. A fin de evitar reinar durante más tiempo que su ilustre abuelo, el emperador Kangxi, el 8 de febrero de 1796, Qianlong abdicó formalmente en su hijo, el emperador Jiaqing (r. 1795-1820). Pese a su abdicación, Qianlong mantuvo las riendas del poder como el Taishang Huang ('Supremo Emperador', esto es: emperador emérito) hasta su muerte en 1799 a los 87 años. En el momento de su fallecimiento, Qianlong había gobernado durante 65 años, siendo uno de los monarcas más longevos de la historia.
Qianlong fue un gobernante ambicioso y consciente de su deber. Heredó de su abuelo y su padre un imperio en auge, y presidió una de las épocas de prosperidad económica más largas de la historia de China. Los bajos impuestos sobre el campesinado, la emancipación de los siervos promovida por su padre Yongzheng, la introducción de nuevas cosechas como el maíz y el boniato, y la estabilidad interna propiciaron una expansión agrícola y demográfica sin precedentes. Durante su largo reinado, la población china se duplicó desde unos 150 millones en 1730 hasta los 300 millones de habitantes en 1790, lo que suponía un tercio de la población mundial.
Como líder militar, Qianlong dirigió las Diez Grandes Campañas militares, que expandieron el territorio chino desde las zonas tradicionales de influencia de los han, en las llanuras del río Amarillo y del Yangtsé, hacia el norte —en Manchuria y Mongolia— y el oeste —en Asia Central y el Tíbet—. Esto llevó a China a su período de mayor extensión territorial. Para finales del reinado de Qianlong, China había adquirido la mayor parte de los territorios que la conforman en la actualidad.
Qianlong fue un hombre extremadamente culto, y un gran patrón de las artes y de las letras. Autor de unos 42 000 poemas, patrocinó la famosa «Biblioteca de los Cuatro Tesoros», la Siku Quanshu, un compendio bibliográfico de las grandes obras escritas de la civilización China que facilitó la conservación de muchas obras literarias. Coleccionó todo tipo de obras de arte, incluyendo pinturas europeas, y patrocinó la creación de escuelas y academias en las provincias de China.
Para finales de su reinado, el agotamiento de China comenzó a hacerse patente. La expansión demográfica no había ido acompañada de una expansión de la base fiscal del imperio Qing. El 80% de los ingresos del Estado se debían a impuestos agrícolas y de capitación, que su abuelo el emperador Kangxi había prohibido elevar en un edicto de 1711. Durante el reinado de Qianlong, estos ingresos no habían aumentado porque las conquistas territoriales de Qianlong se habían producido sobre todo en territorios no cultivables. Aunque Qianlong fue un administrador competente y nunca permitió que las finanzas públicas entraran en déficit, la falta de ingresos adicionales, el alto coste de las campañas militares y, sobre todo, el gasto asociado a la cada vez más extravagante corte imperial hicieron imposible expandir la burocracia imperial hasta los niveles que hubieran sido necesarios para mantener el control eficaz sobre un territorio cada vez más poblado. 
Los problemas fiscales del trono generaron una corrupción que para el final del reinado de Qianlong era endémica. La burocracia imperial, heredada de la dinastía Ming, se conformaba por mandarines que accedían al cargo por medio del sistema de exámenes imperial, altamente competitivo. Con el crecimiento de la población, el número de opositores se incrementó en gran medida, mientras que el número de cargos disponibles se mantuvo constante. La competición entre candidatos opositores era inmensa, y ello se convirtió en caldo de cultivo para un mercado negro de corruptelas a fin de acceder a un cargo; la calidad de la burocracia se degradó con rapidez, al tiempo que los sobornos y los tratos de favor corrompieron la supuestamente virtuosa casta de los mandarines. Esto, junto con el estricto neoconfucianismo que propugnaba el emperador, contribuyó al estancamiento de la sociedad civil china.
Los últimos años de Qianlong estuvieron marcados por el estancamiento generalizado de China. Dando señales crecientes de senilidad, el emperador quedó en las manos de su favorito, Heshen (1750-1790), un jerarca manchú fabulosamente corrupto que usó su influencia sobre Qianlong para enriquecerse a costa de la estabilidad interna de China.

## Primeros años

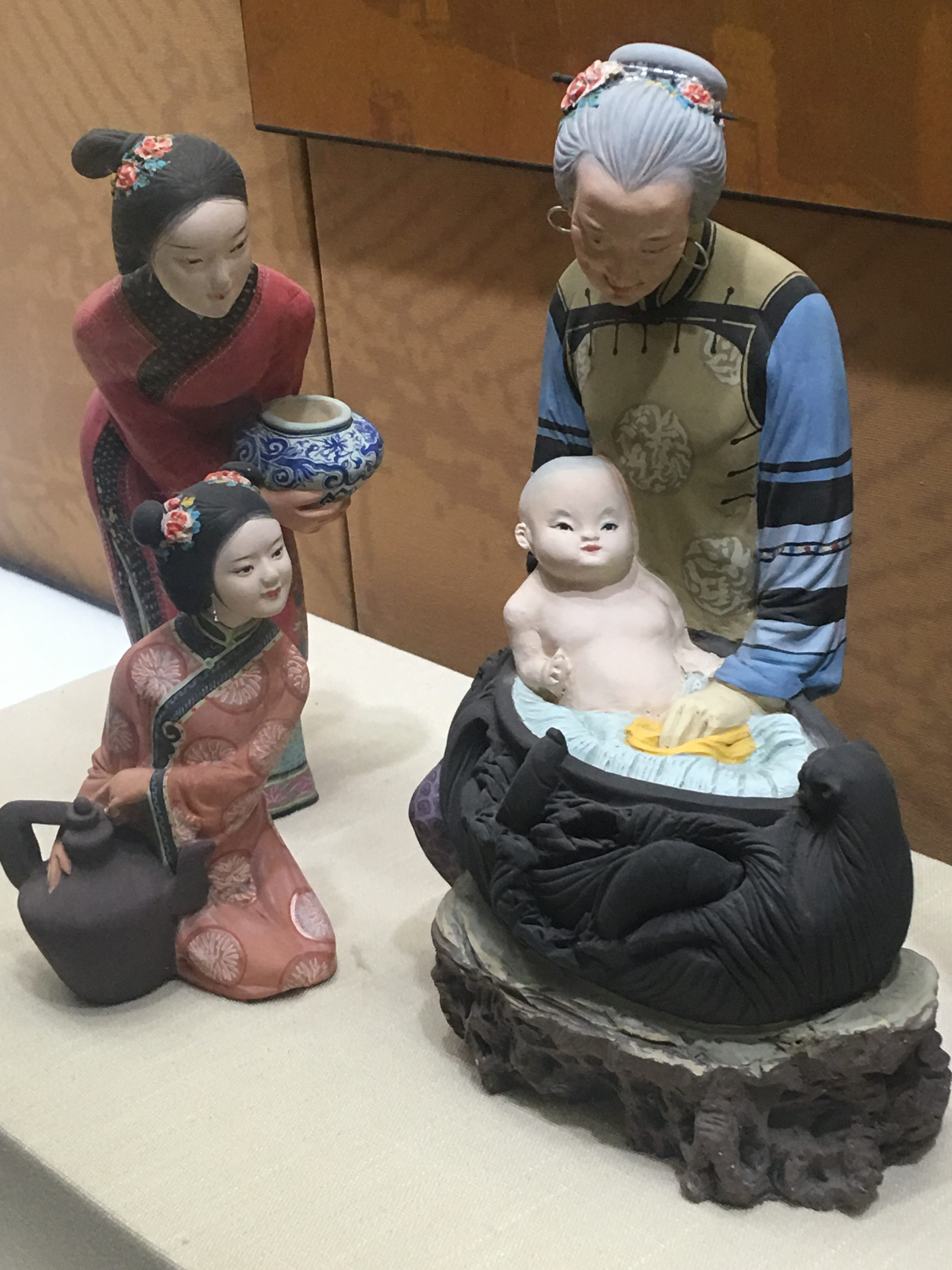
Figurilla de Qianlong a los tres años. Templo de Yonghe, Pekín.

Hongli (nombre de pila de Qianlong) nació en Pekín en 1711. Era hijo de Yìnzhēn, cuarto hijo del emperador Kangxi (1654-1722) y de Xiaoshengxian (1692 -1777), una consorte de bajo rango perteneciente al clan Niohuru. Hongli nació en la residencia de su padre, el palacio del príncipe Yong (actual Templo de Yonghe), donde pasó parte de su infancia. Cuando tenía diez años, su abuelo Kangxi ordenó que Hongli fuera educado en la escuela de palacio de la Ciudad Prohibida con el fin de que Kangxi pudiera conocer mejor a su nieto. 
Esto era una señal de inusitado favor imperial. Por aquel entonces Kangxi tenía ya más de cien nietos, y apenas conocía a la mayoría; según parece, Hongli era un favorito de Kangxi. La leyenda cuenta que, cuando Hongli era niño, acompañó a su abuelo a cazar al palacio imperial de Rehe. En una cacería, salió frente a él un oso. Mientras que el resto de la partida de caza huyó temerosa, el joven Hongli se mantuvo firme e impertérrito ante el animal, al que abatió con una flecha. Kangxi, testigo de esto, se quedó admirado del carácter del muchacho, que le pareció muy parecido al suyo propio, y a partir de ese momento se interesó personalmente por la instrucción de Hongli, al que hizo educar en artes marciales y literatura china, en las que Hongli demostró aptitudes excepcionales.
La verosimilitud de esa historia está disputada, pero lo cierto es que Hongli contaba con el favor y la protección de su abuelo, y que esto pudo pesar en la decisión de Kangxi nombrar como sucesor al padre de Hongli, el príncipe Yìnzhēn, quizás con la esperanza de que de ese modo el propio Hongli pudiera sucederlo en el trono algún día. Durante la infancia de Hongli, las disputas sucesorias entre los numerosos hijos de Kangxi fueron frecuentes y estuvieron marcadas por el creciente poder de diversas facciones que apoyaban a uno u otro candidato. En el momento del nacimiento de Hongli, el príncipe heredero era Yunreng, que fue depuesto de su rango varias veces y finalmente encarcelado en 1712. Las disputas entre príncipes imperiales rivales continuaron hasta la muerte de Kangxi en 1722; en ellas, Yinzhen mantuvo un perfil bajo, lo cual quizás jugó a su favor al no tener grandes enemigos. En cualquier caso, en su testamento, Kangxi nombró a Yìnzhēn heredero al trono. Debido a las continuas disputas que la precedieron, la sucesión de Kangxi ha sido una fuente de rumores desde 1722, habiéndose sugerido desde que Yìnzhēn falsificó el testamento para ser entronizado, hasta que la principal razón por la que Kangxi lo nombró sucesor fue el deseo de Kangxi de que el propio Hongli se convirtiera en emperador algún día.
Con la entronización de su padre Yongzheng en 1722, Hongli fue nombrado qinwan (príncipe de primer rango), con el título de «Príncipe Bao de Primer Rango» (en chino tradicional, 和碩寶親王; en chino simplificado, 和硕宝亲王; pinyin, héshuò Bǎo qīnwáng). Yongzheng tenía a Hongli en una estima tan alta como Kangxi, y al ascender al trono lo nombró casi de inmediato príncipe heredero. Sin embargo, a fin de evitar el faccionalismo cortesano que él mismo había sufrido durante el reinado de Kangxi, Yongzheng no hizo nunca público el nombre de su sucesor, y ninguno de los príncipes imperials sabían si iban a suceder a Yongzheng. De hecho, Yongzheng se mostró particularmente cauteloso en todo lo referido a señalar con particular favor a alguno de sus hijos, e insistía en tratarlos a todos por igual. Así, el joven Hongli fue educado junto con sus otros tres hermanos (Hongshi, Hongzhou y Hongyan), y sometido a un estricto régimen educativo. El propio Yongzheng los instruía en política y supervisaba en detalle el resto de su educación. El día empezaba con lecciones de filosofía confuciana a las seis de la mañana y acaba con lecciones de caligrafía y pintura a las cinco de la tarde. Esto permitió a Hongli ser uno de los emperadores mejor educados de la historia de China. Destacó en caligrafía, poesía y pintura, y hablaba chino, manchú, mongol y tibetano.
Aunque se especulaba que Yongzheng favorecía a Hongli, éste hubo de disputar la sucesión con su hermanastro Hongshi, que tenía el apoyo de una importante facción de los cortesanos imperiales que incluía a Yunsi, el príncipe Lian, un antiguo rival sucesorio del propio Yongzheng. Inmiscuido en una conspiración cortesana junto con Yunsi, Hongshi fue desterrado de la corte en 1725, y falleció en circunstancias poco claras en 1727. A partir de 1727, el joven Hongli se convirtió de facto en el principal candidato a la sucesión, y fue claramente entrenado para el trono. Además de continuar con su programa educativo intensivo, fue enviado en misiones de inspección al sur de China, y destacó como un negociador hábil y poderoso. También ejerció de regente de su padre cuando este se ausentaba de la capital, participaba de los consejos de guerra de su padre y acometió ritos religiosos, como la ceremonia del primer arado en el Templo de la Agricultura, en ausencia de Yongzheng.
Las continuas disputas sucesorias durante el reinados de Kangxi, marcadas por el excesivo poder de las distintas facciones organizadas en torno a los posibles sucesores al trono, tuvieron un papel formativo fundamental en el propio Hongli, quien en el futuro organizaría su propio gobierno excluyendo abiertamente a todos los miembros del clan imperial de cualquier cargo gubernamental no militar. También se ha especulado con que la promesa de Hongli de no reinar durante más tiempo que su abuelo Kangxi, hecha al ascender al trono en 1735, y su largamente anunciada abdicación en 1796, estuvieron influenciadas por un deseo de atajar la cuestión sucesoria de raíz y evitar de esa manera la formación de facciones rivales en el seno de la familia imperial.

## Ascenso al trono

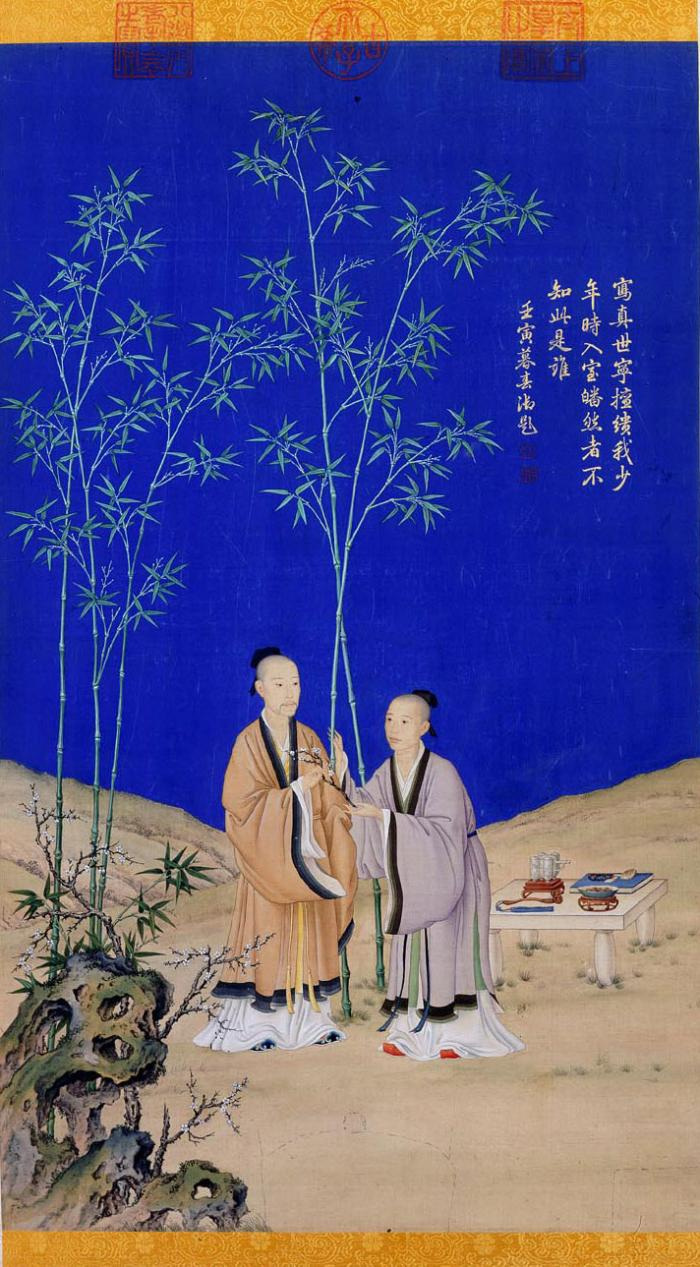
Mensaje de paz primaveral representando al emperador Yongzheng y a su hijo Hongli.

Así, el eventual ascenso de Hongli al Trono del Dragón estaba relativamente claro. Pese a ello, Yongzheng nunca lo nombró públicamente príncipe heredero, y prefirió mantener una calculada ambigüedad con respecto a su propia sucesión, a la que añadió elementos de elaborada teatralidad. A fin de prevenir una disputa sucesoria similar a la suya propia, Yongzheng ideó un complejo sistema para revelar el nombre de su sucesor. Hizo dos copias idénticas de su testamento: una la selló en una caja, que guardó tras un panel en el trono del Palacio de la Pureza Celestial en la Ciudad Prohibida; la otra la llevaba siempre consigo mismo. Al fallecer, ambas copias debían ser comparadas a fin de evitar falsificaciones. Si ambas copias se demostraban idénticas, el nombre del sucesor debía ser revelado a los miembros del clan imperial y a los ministros del gobierno. 
Yongzheng falleció de forma inesperada en 1735, según parece intoxicado debido a los numerosos elixires de inmortalidad que tomaba. Su testamento fue abierto y leído frente a toda la corte, y Hongli fue proclamado emperador. Hongli adoptó el nombre de era «Qianlong», que significa "abundancia celestial".
La primera medida política de Qianlong una vez alcanzó el trono fue la de cesar a todos los miembros del clan imperial de sus cargos oficiales. Recelaba de sus familiares y temía las disputas cortesanas entre distintas facciones, como las que habían ocurrido durante los últimos años del reinado de su abuelo Kangxi. Ni tan siquiera salvó de esta quema a sus hermanos y primos, que habían sido educados con él en la escuela de la Ciudad Prohibida. Durante su reinado, los príncipes imperiales fueron consistentemente excluidos de todas las tareas de gobierno. Esto llevó inevitablemente al distanciamiento entre Qianlong y sus parientes cercanos, algo que el nuevo emperador deseaba. Para él, el «Hijo del Cielo» era un poder superior, que debía ser libre de tomar decisiones sin ninguna atadura personal. Pese a ello, Qianlong rehabilitó socialmente a todos los parientes que su padre había desterrado o degradado debido a su participación en distintas intrigas cortesanas, y evitó por lo general degradar a parientes, con los que siempre fue generoso.
Al ascender al trono, Qianlong heredó de su padre dos ministros altamente competentes: el manchú Ortai (1680-1745), que había sido virrey de Yun-Gui y posteriormente había sido ascendido al cargo de Gran Secretario, Ministro de Guerra y miembro del Gran Consejo, y el chino Zhang Tingyu (1672–1755), el miembro más influyente del Gran Consejo. En torno a ambos habían comenzado a formarse sendas facciones pro-han y pro-manchú, lo que alarmó grandemente a Qianlong. Temeroso de que las tensiones entre manchúes y chinos se extendieran al gobierno imperial, esta situación era incómoda para Qianlong. Pero sometido a la piedad filial, Qianlong no podía cesar a ninguno de los dos ministros, y tampoco deseaba tomar partido abiertamente por ninguna de las dos facciones. Por ello, se distanció rápidamente de ambos y esperó a que fallecieran o pidieran jubilarse, al tiempo que evitaba ascender a sus seguidores. A partir de ese momento, articuló una política de personal basada en mantener un equilibrio relativo en los cargos más importantes del estado, que asignó en partes iguales a chinos y manchúes. Con esto Qianlong quiso reafirmar la igualdad entre ambos pueblos, pese a que de facto su política suponía discriminar a la mayoría china.
Su deseo de evitar mancharse en luchas cortesanas y de facciones llevaron al joven Qianlong a decidir gobernar tomando distancia de las disputas entre sus ministros, y evitando mostrar grandes favoritismos. Altamente regulada por la tradición, Qianlong llevó una vida extremadamente disciplinada. Lidiaba a diario con grandes cantidades de documentos oficiales, y no desatendía ningún detalle de los asuntos de gobierno. A la hora de dictar política, le gustaba presentarse como árbitro entre distintas opciones y tomar decisiones rápidas basadas en los consejos y opiniones de sus consejeros. Por ello, Qianlong reforzó el poder del Gran Consejo, órgano informal creado por su padre, que sustituyó definitivamente a la Gran Secretaría como el órgano político supremo del Imperio chino. Qianlong seleccionaba a sus consejeros, sobre todo, con base en su mérito y habilidad. Hasta que alcanzó los 65 años, atendía diariamente el Gran Consejo. Sin embargo, en su vejez comenzó a depender cada vez más de los consejos de su favorito Heshen y a desatender los detalles del gobierno del Imperio Qing. Se mantuvo lúcido y determinado, si bien desde los ochenta años empezó a dar crecientes muestras de senilidad.

## Asuntos domésticos
Al comienzo de su reinado, Qianlong mantuvo el ímpetu reformista de su padre. El emperador Yongzheng había dedicado la segunda parte de su reinado a tratar de poner en orden las finanzas imperiales: simplificó el sistema fiscal que los Qing habían heredado de los Ming, y sustituyó una miríada de impuestos y de gravámenes por unos impuestos agrícolas y de capitación más sencillos. El impuesto agrícola se basó en la superficie arada por cada campesino, y el de capitación, en el número de miembros de una familia. Estos impuestos suponían en torno al 80% de los ingresos del trono; el resto de ingresos fiscales provenían de tasas aduaneras internas y externas —recaudadas, sobre todo, en el puerto de Cantón—, y de ciertos impuestos sobre bienes de lujo. Además, Yongzheng había prohibido cualquier estado de servidumbre hereditaria entre los súbditos del imperio, lo que supuso de hecho la emancipación de millones de campesinos y la creación de una clase muy amplia de pequeños agricultores. 

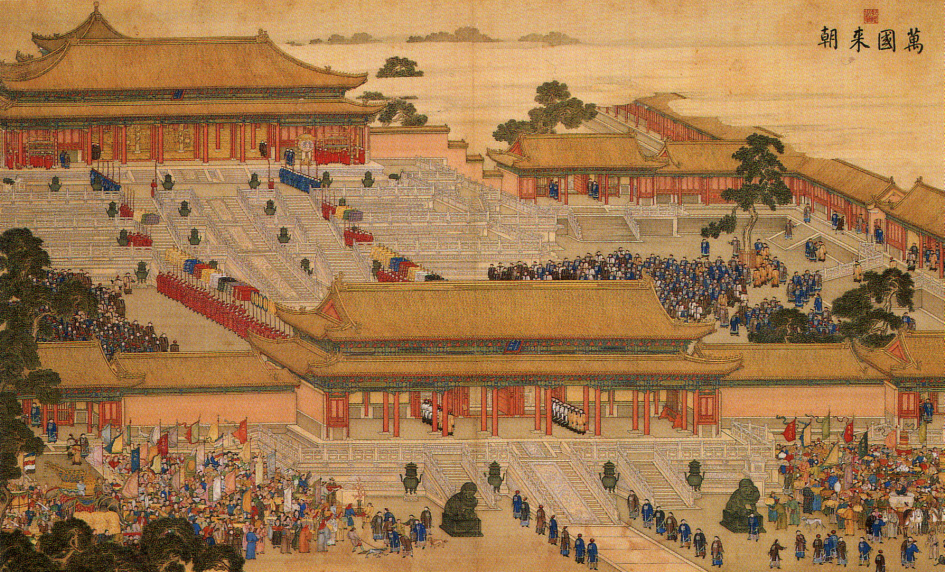
Audiencia de Qianlong en el Salón de la Suprema Armonía.

Qianlong ratificó estas reformas, y propugnó la expansión de sistema baojia (保甲) como el nivel más bajo de control social, político y fiscal de la sociedad china. El término «baojia» se refiere a un sistema de reclutamiento militar y de orden público que había creado el estadista Wang Anshi entre 1069 y 1076, durante la dinastía Song. En 1644, cuando los manchú tomaron Pekín y establecieron la dinastía Qing, reintrodujeron nominalmente el baojia por toda China a fin de fortalecer la autoridad del Gobierno imperial, pero el sistema no fue completamente implementado. Qianlong dividió cada bao ('guardia') en diez jia, y cada jia en diez pai. Cada pai estaba formado por diez familias. El jefe de cada bao era provisto de autoridad sobre el resto de familias del bao para mantener el orden local, preservar la paz y acometer obras civiles. Cada bao era provisto de armas y entrenamiento por el yamen ('oficina') del magistrado local, que supervisaba la acción de cada bao bajo su jurisdicción. Los Qing suplementaron el baojia con un sistema de recaudación de impuestos llamado «lijia», estructurado de forma análoga: el jefe del bao era responsable de la recaudación de impuestos de capitación y agrícola sobre su bao.
Durante los reinados de Kangxi y Yongzheng, tanto el baojia como el lijia se habían demostrado eficaces solo de modo parcial, como elementos de control social, fiscal y censitario. Los impuestos y los trabajos comunitarios se estimaban con base en la unidad familiar; esto suponía que muchas familias numerosas contribuyeran menos de lo requerido por la lei, al aducir que se componían de menos miembros. Qianlong trató de mejorar el sistema en 1740, cuando requirió a los magistrados locales que, a la hora de asignar tareas colectivas a un bao (por lo general, obras civiles como reparar caminos o tareas de guardia), asociaran el bao al impuesto de capitación, a fin de que todos los individuos de una familia fueran contados según el bao, en vez de las unidades familiares como hasta entonces. Los consejeros de Qianlong protestaron; aducían que el plan era impracticable debido al gran tamaño de las familias chinas y al inmenso número de familias que habría que supervisar. Qianlong ignoró sus protestas y requirió que, a partir de 1740, el cabeza de cada pai dejara constancia oficial del nombre, sexo y edad de cada miembro de familia. Una vez al año, los cambios debía ser comunicados al yamen local. 
La reforma funcionó solo en parte. Tuvo un éxito moderado en las provincias centrales de las grandes llanuras del río Amarillo y el Yangtsé, densamente pobladas y donde el número de mandarines era suficiente para supervisar de forma eficaz cada bao y cada jia. En otras zonas más remotas y peor supervisadas, como las provincias del suroeste (Yunnan y Guangxi) o del norte (Hubei y Gansu), la reforma fracasó: las poblaciones locales estaban muy dispersas, la presencia del Estado era débil y el baojia nunca dejó de ser una mera formalidad. En todo caso, las reformas permitieron al gobierno imperial obtener una mejor previsión de ingresos y de la población, y favorecieron la estabilidad interna de China, puesto que las diez familias dentro de cada pai tenían que monitorizar al resto y comunicar cualquier crimen o altercado.

### Visitas de inspección
Como hiciera su abuelo el emperador Kangxi, Qianlong emprendió numerosas visitas de inspección por toda China. Estos viajes servían al emperador para hacerse una idea personal de los problemas más urgentes del país y del progreso de sus distintos proyectos y decisiones políticas. Además, las visitas eran grandes acontecimientos a través de los cuales podía demostrar el poder y la riqueza de la dinastía Qing a sus súbditos han. Los viajes de inspección más largos duraban meses, y llevaron a Qianlong a la rica región del delta del Yangtsé: tuvieron lugar en 1751, 1757, 1762, 1765, 1780 y 1784. Además, Qianlong emprendió más de un centenar de viajes menores que le llevaron al norte en Manchuria, o a otras zonas no muy alejadas de Pekín. En estos viajes le acompañaban siempre sus consejeros y un pequeño número de grandes secretarios y miembros del Gran Consejo, lo que le permitía mantener las riendas del gobierno mientras viajaba. Además, lo acompañaban siempre artistas, guardaespaldas, eunucos de palacio, funcionarios, damas de compañía, sirvientes, príncipes, cocineros, criados y soldados. De media, llevaba a unas 3.000 personas en sus viajes de inspección.
Estas visitas eran complejas y costosas. Su organización era, por tanto, un reto: no había posadas ni instalaciones capaces de alojar a la comitiva imperial. Qianlong mandó construir palacios para los viajeros, con el fin de disponer de cómodos alojamientos en el camino. Las giras por el sur de China se dirigían a los principales centros de la región: Yangzhou, Nankín, Suzhou y Hangzhou. El emperador pasaba la mayor parte de su tiempo inspeccionando canales y diques, o visitando otros edificios públicos, hablando con funcionarios y eruditos, perdonando a criminales e inspeccionando a las tropas. Pero también ocurría a menudo que se celebraban festivales en honor del emperador, organizados por ricos funcionarios y comerciantes provinciales. Dado que la región del Yangtsé era la más rica y poblada de todo el país, este tipo de eventos sólo eran posibles en la misma. Sólo los comerciantes más ricos, especialmente los mercaderes que se enriquecían con la compra y venta de sal a través del monopolio estatal, podían permitirse organizar recepciones imperiales, habitualmente con la esperanza de enriquecerse por medio del favor imperial; se dice que algunos se arruinaron por completo, porque Qianlong no apreciaba recepciones modestas.
Había diferentes formas de viajar. Se podía ir por tierra a caballo, algo habitual en los viajes al palacio de verano de Rehe o a Mukden, la antigua capital Qing en Manchuria, o dirigirse hacia el sur a través del Gran Canal, que iba de Pekín a Hangzhou. La vía fluvial era más conveniente, rápida, y permitía un transporte cómodo y lujoso, pero Qianlong sobre todo prefería el caballo. Esto le permitía disfrutar mucho más de actividades deportivas como el polo o el tiro con arco, o detenerse para admirar el paisaje y pintar. De todos modos, el enorme séquito del emperador avanzaba siempre con gran lentitud.

## Expansión territorial
Tras su ascenso al trono, Qianlong envió a sus ejércitos a suprimir la rebelión miao de 1735-1736, que había estallado poco antes de la muerte de Yongzheng. Esta rebelión, protagonizada por los grupos de la etnia miao en el suroeste de China (Yunnan, Guizhou y Guangxi), se debía a su descontento ante la expansión de los chinos de etnia han por sus territorios. Aunque de cierta dificultad debido a lo agreste del terreno, las tropas de Qianlong lograron sofocar la rebelión con rapidez.
Qianlong fue un líder militar de éxito. Sus campañas militares expandieron las fronteras del imperio, en parte gracias al poder militar de los Qing, pero, sobre todo, gracias a la desunión y descomposición de los poderes políticos de Asia Central. Por lo general, se engloban en lo que es conocido como las «Diez Grandes Campañas», que dominaron la mayor parte del reinado de Qianlong.
La motivación geopolítica principal de estas campañas y de la mayor parte de la actividad militar de Qianlong era la de pacificar y asegurar las fronteras del Imperio Qing. Aunque desde la conquista manchú los territorios de la zona situada al norte de Pekín (Manchuria) formaban parte de sus dominios, las fronteras noroccidentales estaban sometidas a continuas amenazas por parte de los mongoles y kazajos, y constituían la zona histórica por donde los «bárbaros» de la estepa asiática —entre las que se incluyen los propios manchú, sus antepasados los yurchen o los mongoles— habían invadido y conquistado China en el pasado. Evitar que esta situación pudiera repetirse motivó a Qianlong a desarrollar intensas campañas en Asia Central. Estas constituyeron su gran éxito militar, y resultaron en la incorporación de Mongolia, Sinkiang, partes del Turquestán y el Tíbet. Las campañas en el sur de China, donde Qianlong ambicionaba incorporar Birmania y Vietnam como vasallos del imperio, fueron mucho menos exitosas y acabaron en derrota, pese a que la propaganda oficial las calificó de victorias para Qianlong.

### Rebelión jinchuan (1747-1749)

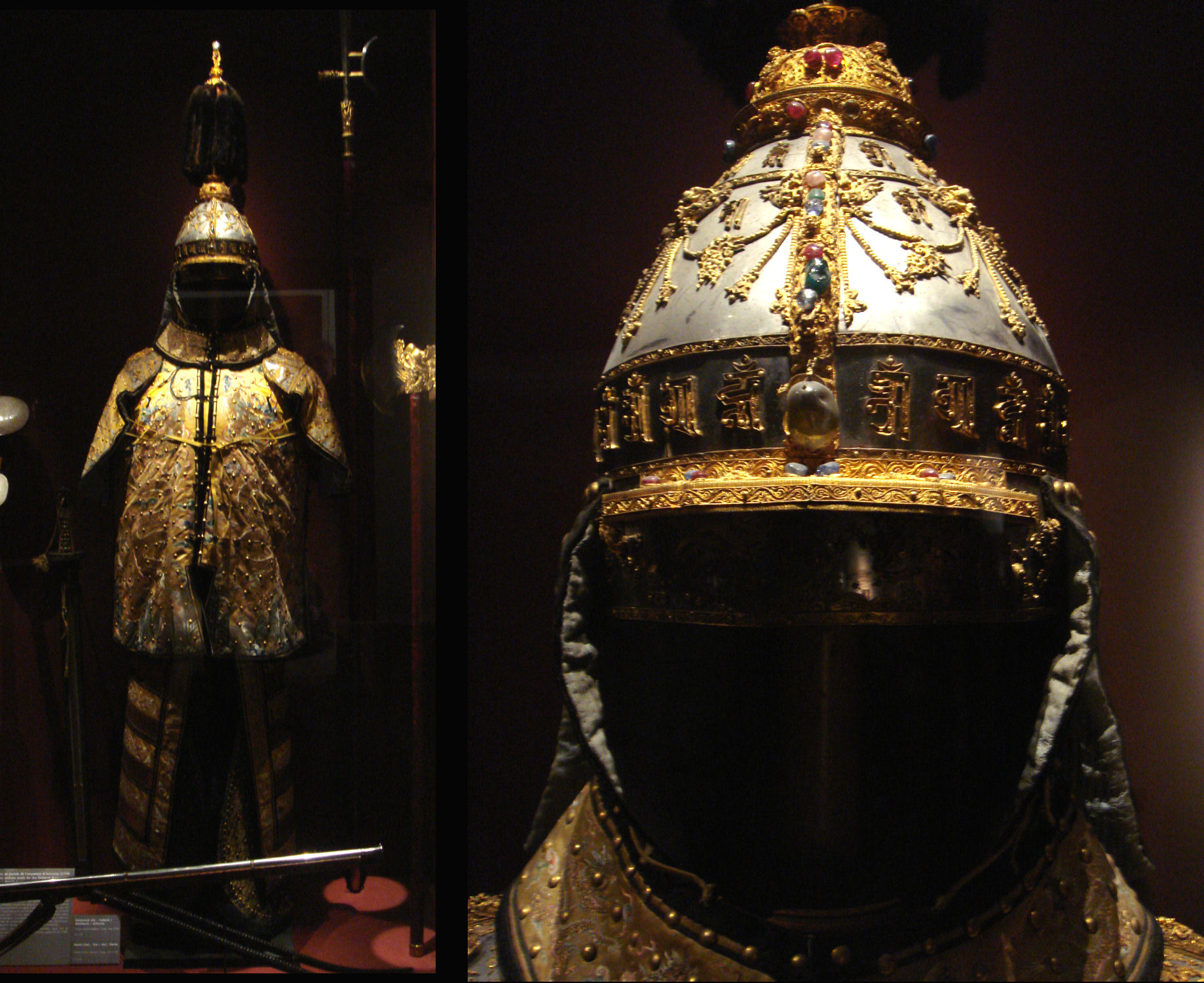
Atuendo militar del emperador Qianlong, Musée de l'Armée, París.

La primera de las Diez Grandes Campañas militares fue la campaña con la que Qianlong sometió a la etnia jinchuan, encabezados por rebeldes tibetanos (1747-1749) en la zona occidental de Sichuan. La campaña inicial de 1747 fue relativamente sencilla, pero Qianlong guarneció la región con un número de tropas insuficiente para mantener el orden —al parecer, con la idea de que fueran los jefes tribales, que le habían jurado vasallaje al rendirse, los encargados de mantener la paz—. Esto causó renovados conflictos étnicos durante las siguientes dos décadas. Ante la amenaza de una nueva rebelión, Qianlong se vio obligado, en 1748-49, a desplegar un gran número de tropas con un alto coste económico y militar. La rebelión fue brutalmente suprimida esta vez, y la mayor parte de los rebeldes jinchuan fueron exterminados. Cuando las tropas manchúes regresaron victoriosas a Pekín en 1749, se les cantó un himno en su honor. El jesuita Joseph-Marie Amiot, por entonces residente en la corte imperial, transcribió el himno en manchú y envió una copia a París. Pese a esta campaña, los conflictos con los jinchuan continuaron, en especial debido a la creciente presión demográfica que los colonos chinos de etnia han ejercían sobre sus territorios. La zona solo sería pacificada después de una nueva rebelión en 1771-1776.

### Conquista de Asia central (1755-1759)

#### El Kanato de Zungaria
La siguiente gran campaña de Qianlong fue la guerra contra el Kanato de Zungaria (1755-59), que controlaba la cuenca del río Tarim y partes del Turquestán. Los mongoles zúngaros habían sido enemigos tradicionales de los Qing desde principios del siglo xviii, y eran la principal amenaza a las fronteras occidentales de China, así como a otras zonas de influencia, caso del Tíbet. Tras varias campañas de los emperadores Kangxi y Yongzhen contra ellos, Zungaria había quedado sometida nominalmente como vasalla de los Qing.
En 1752, a la muerte del último jan de Zungaria, dos de sus herederos, Dawachi y Amursana, se disputaron la sucesión. Qianlong apoyaba a Amursana, quien aceptaba el vasallaje a China. Pero Dawachi, que rechazaba tal vasallaje, se levantó en armas contra su rival y obligó a Amursana a huir a China. Usando esto como excusa, Qianlong envió en 1755 una gran expedición militar contra los zúngaros de Dawachi, a quienes derrotó en una serie de escaramuzas en la cuenca del río Ilí. Qianlong instaló a Amursana en el trono, pero, a fin de diluir la amenaza zúngara, decidió dividir el janato en cuatro territorios, cada uno encabezado por un jan. Amursana, disgustado con esto, decidió rebelarse contra Qianlong; tras una continuada contienda en el Turquesán y la cuenca del río Tarim, fue finalmente derrotado en 1758 por el general Zhaohui. El Templo Puning, en Hebei, fue edificado en conmemoración de la victoria en Ili sobre Amursana.

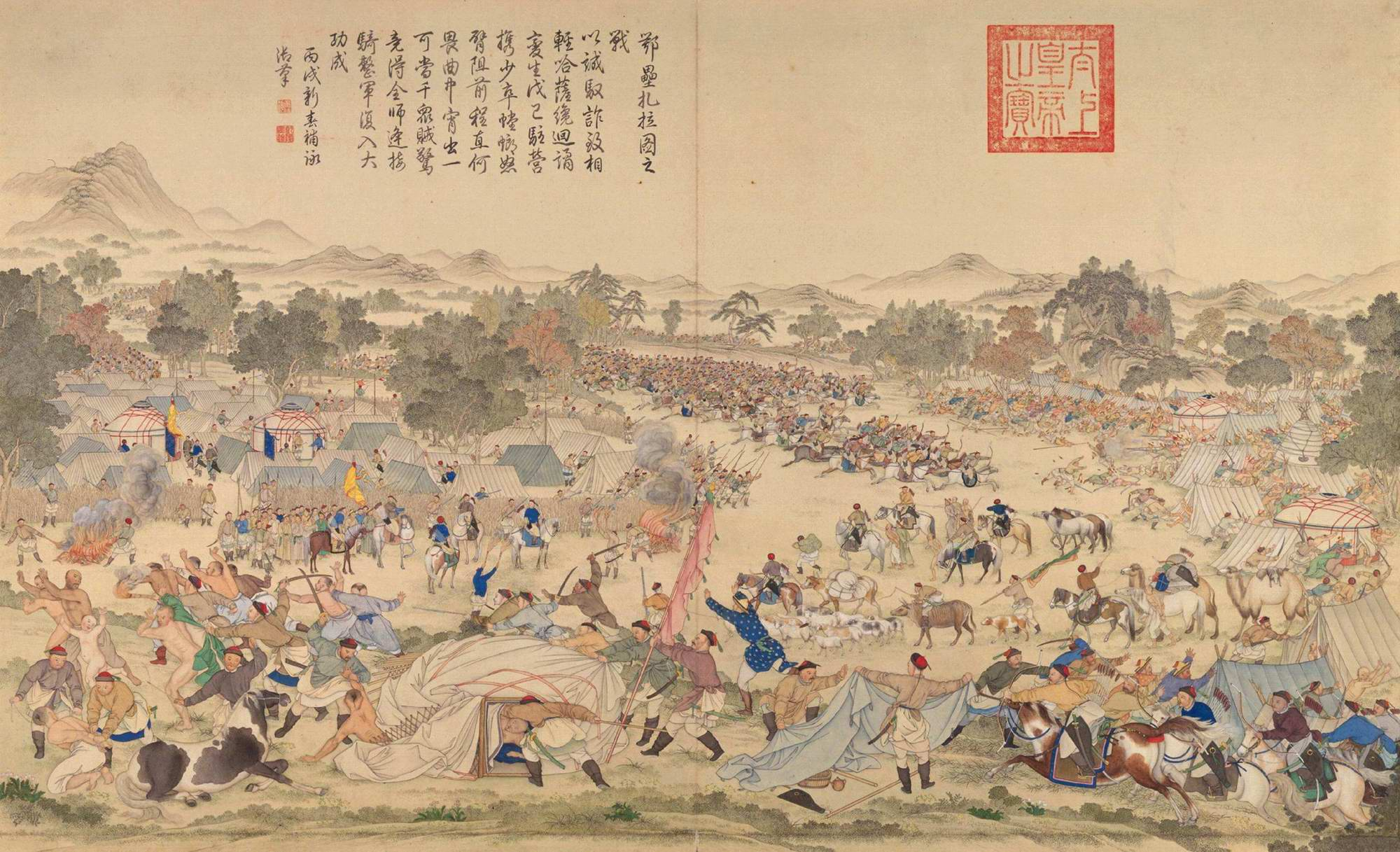
Batalla de Oroi-Jalatu, 1756. El general Zhao Hui derrotó a los zúngaros en un ataque nocturno en la actual zona de Wusu, Sinkiang.

Tras su victoria, Qianlong incorporó los territorios del Janato de Zungaria a China. Los territorios de la cuenca del río Tarim pasaron a conformar la provincia de Sinkiang. La zona de Ili, al sur del lago Balkhash, también fue incorporada al Imperio Qing. La incorporación de Sinkiang acabó con la amenaza de los zúngaros y aseguró la frontera occidental de China, pues los territorios circundantes a Sinkiang estaban, al menos nominalmente, en manos del Imperio ruso y escasamente poblados. La caída de Zungaria estableció a China como la gran potencia en Asia Central.
Como venganza por su «rebelión», Qianlong ordenó el exterminio de los zúngaros. Según el cronista Wei Yuan, el 40% de los 600 000 zúngaros murió de viruela, el 20% huyó a Rusia o Kazajistán, y el 30% restante fue ajusticiado. El historiador Peter Perdue argumenta que el exterminio de los zúngaros formaba parte de una política de genocidios a fin de desplazar a sus enemigos de Asia Central.
El emperador encargó a los escritores Zhao Yi y a Jiang Yongzhi, ambos miembros de la Academia Hanlin, que compilaran obras detallando las campañas zúngaras. Estos las recabaron en obras como la Estrategia de pacificación de los zúngaros (Pingding Zhunge'er fanglue), de Yonhzhi. Zhao Yi compuso poemas glorificando la victoria de los Qing y el exterminio de los mongoles zúngaros,  y alabaría a Qianlong como la fuente de la paz y la prosperidad del imperio.

#### Anexión de Mongolia Exterior
Las ramificaciones del conflicto en Zungaria fueron diversas. De hecho, supusieron la incorporación de Mongolia y el Tíbet. Mongolia Interior y Hebei formaban parte del Imperio Qing desde 1635, cuando Nurhaci los había conquistado desde Manchuria como fase previa a la invasión del Imperio chino. Muchas tribus mongolas estaban totalmente integradas en la sociedad manchú, y los Qing administraban de manera directa estas dos provincias. 

En Mongolia Exterior (actual Mongolia), el control directo del territorio era mucho más tenue. Habitada por aquel entonces por los mongoles jalja, estaba nominalmente sometida a los Qing mediante de relaciones de vasallaje con los diferentes janes y jefes; pero los Qing no ejercían ningún control directo sobre el territorio. Aprovechando los conflictos sucesorios en Zungaria, el príncipe jalja Chingunjav conspiró junto con el líder zúngaro Amursana para rebelarse contra los Qing al mismo tiempo que los zúngaros. Qianlong envió tropas a Mongolia Exterior a fin sofocar la rebelión en 1758, e hizo apresar y ejecutar a toda la familia de Chingunjav. La caída de Chingunjay supuso el fin de la independencia mongola: Qianlong decidió incorporar Mongolia Exterior al Imperio chino y, desde 1759, pasó a ser administrada por gobernadores militares y un amban (representante imperial) radicados en la ciudad de Urga (actual Ulan Bator).

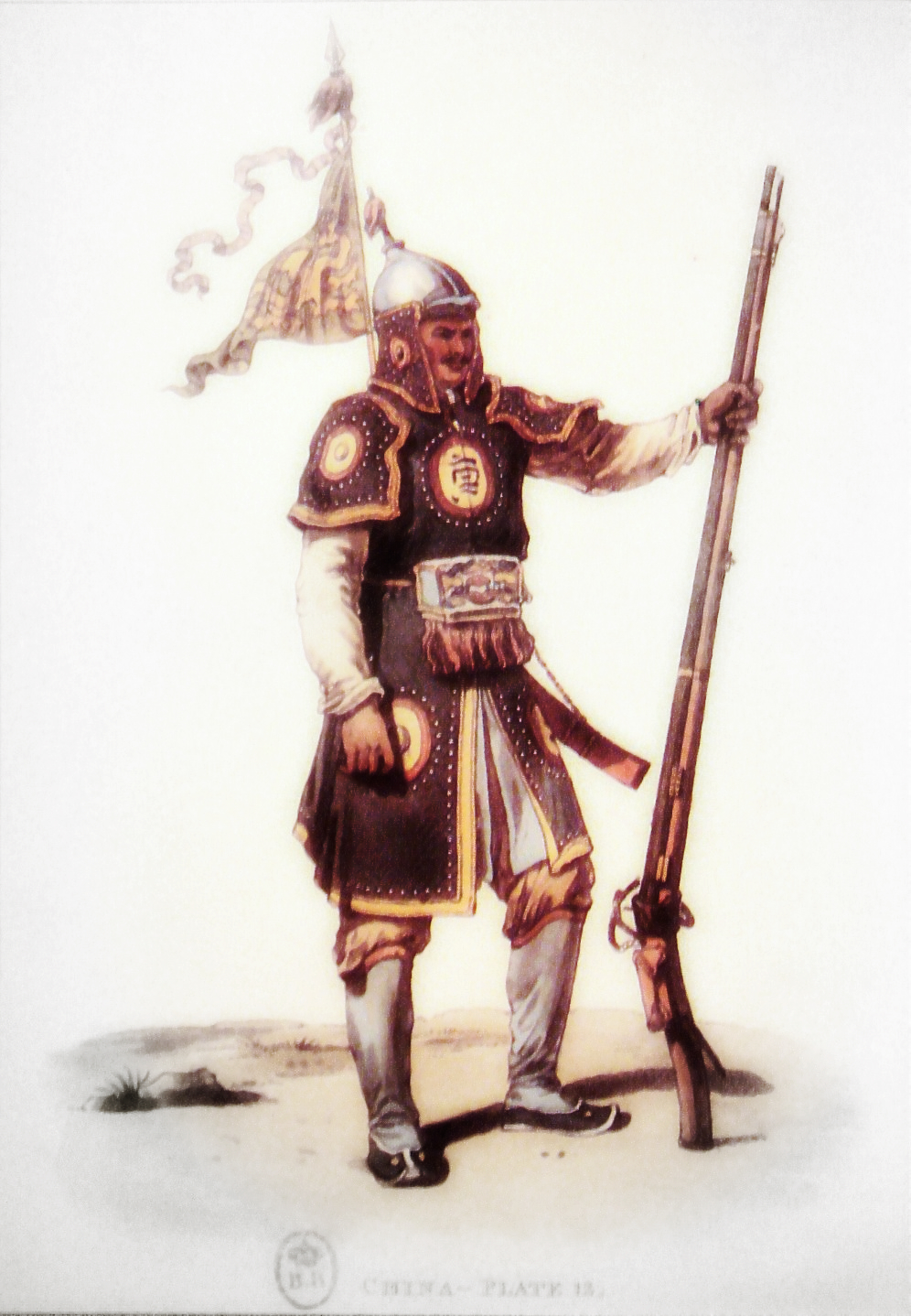
Un soldado de la época de Qianlong, por William Alexander, 1793.

#### El Tíbet
El otro gran cambio geopolítico en Asia Central fue el concerniente al Tíbet. Desde 1720, había sido vasallo nominal de China, y los Qing fueron el principal apoyo político del régimen teocrático del dalái lama. En 1717, los zúngaros invadieron el Tíbet desde sus territorios de la cuenca del río Tarim. Kangxi había respondido enviando una expedición militar al Tíbet que expulsó a los zúngaros, al tiempo que tomaban la ciudad de Lhasa. El emperador restituyó al dalái lama como gobernante del Tíbet, a cambio de tributos y vasallaje.
No obstante, en 1750, una revuelta en Lhasa expulsó al dalái lama de la ciudad y amenazó con desestabilizar el Tíbet. Entonces, Qianlong envió tropas a fin de sofocar la revuelta y reinstauró al dalái lama como gobernante nominal, pero esta vez bajo la supervisión directa de un gobernador residente (amban) y una guarnición de tropas imperiales. Durante los conflictos en Zungaria, los Qing protagonizaron escaramuzas fronterizas con los nepalíes y los gurjas, a los que sometieron. Tras la conquista de Mongolia, Sinkiang y el Turkestán, el territorio tibetano fue totalmente pacificado y se mantuvo bajo la soberanía del Imperio Qing. Aunque Qianlong respetó las instituciones tibetanas y no intervino en los asuntos locales, que dejaba en manos del dalái lama, impuso sus propios administradores y mantuvo un férreo control militar y fiscal del territorio.
La frontera del Tíbet con sus vecinos del subcontinente indio fue particularmente contenciosa. Los conflictos entre los Qing y los gurja de Nepal fueron constantes. Las tropas de Qianlong hubieron de repeler una invasión de los gurja en 1788, que se había producido a instancias de la Compañía Británica de las Indias Orientales, deseosa de acceder al mercado chino desde Asia Interior. Los gurjas tomaron Lhasa y expulsaron al amban chino y al dalái lama. Qianlong desplazó tropas desde Sichuan, que expulsaron a los gurjas mediante un acuerdo que los generales ocultaron al emperador, pues incluía el pago de un tributo a los gurjas.
En 1791, cuando el tributo no se abonó, los gurjas volvieron a invadir el Tíbet, y saquearon Shigatse y el monasterio de Tashilhunpo. Qianlong castigó severamente a los generales de la anterior expedición de socorro, y envió a su primo, el general Fukangan (1753-1796) a Tíbet. Fukangan invadió el Tíbet desde el norte en 1791, con un ejército de 10 000 hombres. Para el verano de 1792, los Qing habían capturado de nuevo todo el Tíbet, y reinstalado al Dalái lama en Lhasa. Fukangan continuó su campaña contra los gurja, y conquistó Katmandú, lo que forzó la rendición de Nepal. Éste se convirtió en un estado vasallo de China, y aceptó enviar un tributo anual a Pekín. Como parte del tratado de paz, Qianlong prohibió que Nepal mantuviera relaciones diplomáticas o comerciales con los británicos y los rusos. Esto garantizó que el Imperio Qing mantuviera al Tíbet en un completo aislamiento hasta el siglo xx.

### Campaña birmana (1765-1767)

Emblema del Ejército del Estandarte Verde, las tropas regulares de los Qing, formadas sobre todo por regulares han, que Qianlong usaba para pacificar rebeliones y en campañas militares menores.

En 1765, tras el fin de la campaña en Zungaria, Qianlong decidió invadir Birmania. La invasión fue totalmente oportunista, pues aprovechaba que las tropas birmanas estaban desplegadas en la frontera con el reino siamés de Ayutthaya, debido al estallido de una guerra entre ambos reinos entre 1765 y 1767. A diferencia de la campaña en Asia Central, no parece que hubiera gran motivación defensiva en la decisión de Qianlong de invadir Birmania.
La llamada guerra sino-birmana acabó en desastre. En un comienzo, Qianlong creía que la campaña sería una victoria fácil frente a una tribu bárbara, por lo que envió solamente al Ejército del Estandarte Verde, formado por tropas regulares y auxiliares, estacionado en Yunnan. Las tropas birmanas, experimentadas debido al continuado conflicto con Siam, fueron capaces de repeler al ejército Qing en sus dos intentos de invasión en los inviernos de 1765-66 y de 1766-67. 
Tras estas derrotas, Qianlong envió al Ejército de los Ocho Estandartes, sus tropas de élite, que invadió Birmania desde Yunnan en 1767. Esta campaña casi conquistó Birmania. Los Qing avanzaron hasta casi alcanzar la capital, en Ava. Sin embargo, las tropas manchúes, acostumbradas al frío del norte de China y de Manchuria, no pudieron adaptarse al clima tropical, y las enfermedades infecciosas los diezmaron. En 1768 hubieron de replegarse de vuelta a Yunnan.
En respuesta a la invasión, Hsinbyushin, rey de Birmania, movilizó a sus tropas desde la frontera con Siam hasta el frente chino. Con los Qing en retirada, las tropas birmanas lograron frenar un cuarto intento de invasión en 1768, al rodear el campamento de los Qing. Se declaró una tregua, y, en 1769, Qianlong desistió de cualquier intento de invasión directa de Birmania. Pese a ello, mantuvo una fuerte presencia militar en Yunnan durante al menos otra década, con la intención de usar cualquier oportunidad para invadir Birmania. Cuando Birmania y China retomaron sus relaciones diplomáticas en 1790, Qianlong interpretó esto como un acto de sumisión birmana, y declaró la victoria sobre el Reino de Birmania.

### Rebelión en Taiwán (1786-1788)
En 1786, el gobernador de Taiwán descubrió una conspiración de lealistas Ming para expulsar a los Qing. Esto desembocó en la Rebelión de Lin Shuangwen (1787-1789), que se hizo proclamar rey y ocupó el sur de Taiwán. Qianlong envió a su ministro Fukangan, un aliado de Heshen, a sofocar la revuelta, en una serie de campañas militares en la isla. Estas acabaron con la victoria de los Qing en 1788, pero a duras penas lograron pacificar a largo plazo la isla.

### Campaña de Vietnam (1787-1788)
La rebelión en Taiwán ocurrió al mismo tiempo que el conflicto con Vietnam. En 1787, Lê Chiêu Thống, el último monarca de la dinastía Lê de Vietnam, tuvo que huir ante una revuelta campesina, y pidió a Qianlong que lo restituyera en su trono en Thanglong (actual Hanói). Qianlong accedió y envió un gran ejército contra Tây Sơn, el rebelde campesino que había logrado conquistar todo Vietnam. Los Qing lograron capturar la capital de Vietnam, Thanglong, en 1788; pero, unos meses después, fueron derrotados por Nguyễn Huệ, el segundo hijo de Tây Sơn, durante un ataque sorpresa desarrollado durante el Tết (festival del año nuevo vietnamita). Los Qing hubieron de replegarse a China, y acogieron formalmente a Lê Chiêu Thống y su familia; no volverían a intervenir en Vietnam durante noventa años.

### Consecuencias de las campañas militares
En términos geo-estratégicos, las campañas de Qianlong acabaron con las continuas amenazas de incursiones que China venía sufriendo en sus fronteras noroccidentales. Pese a las derrotas en Vietnam y Birmania, las campañas también contribuyeron a mantener el férreo control político que ejercía sobre sus vecinos del Sudeste Asiático. La expansión territorial fue asimismo notable: las expediciones militares de Qianlong casi doblaron el tamaño del vasto Imperio Qing. Igualmente, incorporaron un gran número de minorías no han, como los kazajos, los uigures, los kirguís, los evenki y los mongoles. 
Las consecuencias internas de las campañas fueron mucho más cuestionables. Por un lado, el coste directo e indirecto de las campañas fue exorbitante, y agotaron los recursos económicos de China. El alto coste se debió no solo al coste inicial del despliegue de tropas, sino a la necesidad de guarnecer los nuevos territorios a fin de garantizar la paz. La campaña contra los jichuan, por ejemplo, aunque en un principio exitosa, tuvo un coste de más de 70 millones de liang; en comparación, la campaña contra Zungaria de 1755-59 costó 35 millones de liang. En el caso de los jichuan, el exorbitante coste se debió a la necesidad continua de enviar tropas para sofocar rebeliones locales durante los veinte años siguientes a la conquista inicial de 1749, hasta el exterminio casi completo de los jichuan en la última campaña de 1771-1776. De igual manera, el Gobierno chino de Sinkiang estuvo plagado de revueltas locales y sublevaciones de los súbditos musulmanes, como las rebeliones en Kasgar de 1758-59 o el alzamiento en el sur del lago Baljash en 1765. Tampoco pacificaron por completo la frontera del Tíbet, y las incursiones, revueltas y refriegas fronterizas se repetirían en la zona a lo largo de los siglos xviii y xix, lo que constituía una continua merma de recursos en un territorio que apenas producía recursos fiscales para el trono.
En términos militares, las campañas de Qianlong debilitaron a largo plazo a los Qing. Los ejércitos estuvieron a menudo sometidos a grandes tensiones, y el número de tropas, inicialmente casi todas ellas manchúes, declinó grandemente. La campaña de 1746 contra los jinchuan duró tres años, principalmente porque, al inicio, los Qing fueron diezmados, si bien finalmente el general Yue Zhongqi logró dar la vuelta a la situación. Las victorias contra los zúngaros fueron muy ajustadas, y ambos bandos sufrieron grandes bajas. Las derrotas en el sur fueron tremendamente costosas, y los Qing nunca pudieron reponer todas las tropas perdidas en la fallida invasión de Birmania.
Así, para finales de las Diez Campañas, el Ejército Qing se había debilitado significativamente. Los antiguos señores de la guerra manchúes, que habían formado la elite de las tropas Qing durante la conquista de China, habían perdido toda motivación guerrera; acostumbrados al estilo de vida sinificado, empezaron a desatender el entrenamiento de sus tropas, y la calidad y disciplina militar decayó considerablemente. Muchos nobles manchú ni siquiera se unían al Ejército, y preferían puestos en la Administración imperial, a la que podían unirse saltándose el sistema de exámenes imperiales. Las tropas de base, anteriormente formadas por manchúes y mongoles, hubieron de empezar a reclutar a chinos de etnia han, lo que diluía aún más el estricto sistema de castas basado en los ocho estandartes en los que los Qing dividían sus tropas. Todos estos problemas militares condujeron al fracaso inicial en sofocar la rebelión del Loto Blanco (1794-1804), que estalló a finales del reinado de Qianlong y se extendió durante el reinado del emperador Jiaqing. Para cuando dicha rebelión fue sofocada, el prestigio militar de los Qing se había extinguido.
Y en términos económicos y sociales, Qianlong expandió el Imperio Qing sobre territorios de escaso rendimiento, y que requerían una continua presencia de tropas. La expansión territorial por Asia interior se produjo sobre todo en territorios pobres, con agricultura poco desarrollada y muy despoblados, como Mongolia o la cuenca del río Tarim. Los rendimientos fiscales de las nuevas provincias nunca lograron cubrir el coste de mantener una constante presencia de tropas y guarniciones en ellas. Igualmente, la naturaleza multiétnica de los nuevos territorios fue un foco constante de rebeliones y tensiones, y los intentos de colonizar y sinificar las nuevas provincias fracasaron. Aunque en un principio las conquistas de Qianlong parecieron un gran éxito, a largo plazo se demostraron excesivamente gravosas para China.

## Logros culturales

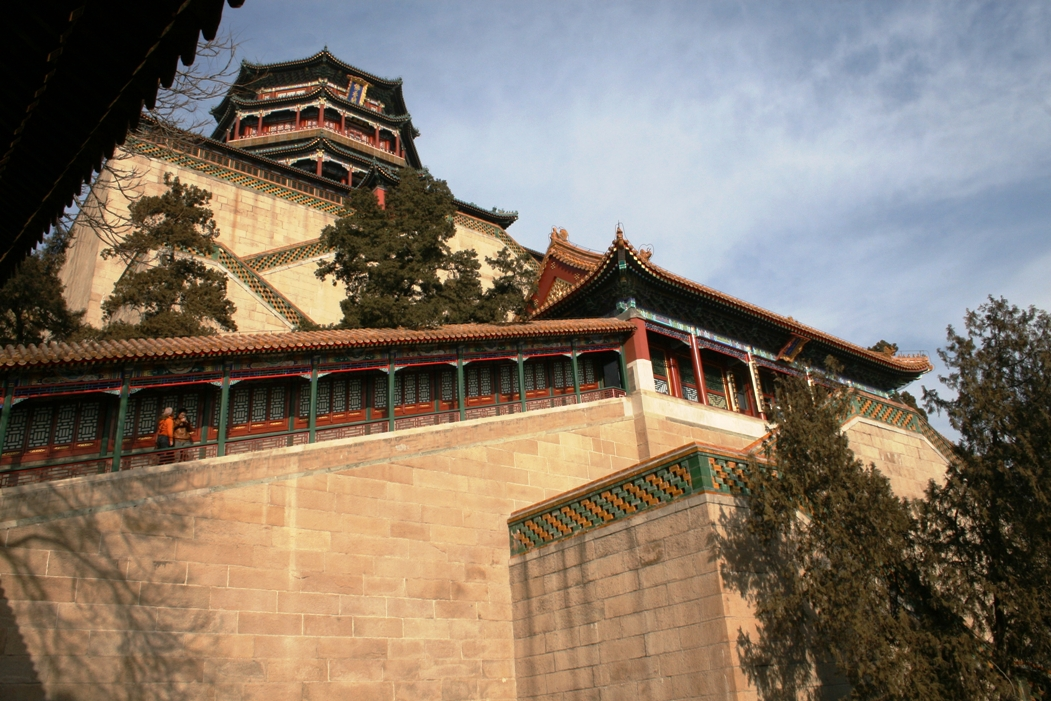
Pagoda budista en el Palacio de Verano, construida por Qianlong.

Qianlong, como sus predecesores, se tomó en serio su papel de mecenas. Su legado como tal se deja notar en dos grandes aspectos. Por un lado, Qianlong fue un defensor ferviente de la cultura manchú. Frente a la creciente sinización de la élite manchú, trató de preservar el patrimonio cultural de su pueblo, que veía como la base del carácter moral de los manchúes y, por ello, del poder y éxito de su propia dinastía.
La promoción de la cultural manchú se manifestó de muchas maneras. Ordenó la compilación de tratados gramaticales, genealogías, historias, manuales rituales de los manchú, y en 1747 ordenó en secreto la compilación del "Código chamanístico" de prácticas religiosas manchú, incorporado posteriormente al Siku Quanshu. Igualmente, Qianlong fue un gran promotor del budismo tibetano que sus ancestros yurchen habían practicado desde la dinastía Jin. A fin de solidificar el prestigio cultural y religioso de su dinastía en Asia Central, ordenó la construcción de una réplica del Palacio de Potala en los terrenos del palacio de verano de Chengde, donde alojó al dalái lama en 1770. A fin de presentarse a sí mismo en términos budistas y no confucianos ante sus súbditos tibetanos y mongoles, ordenó un thangka (pintura sagrada), en la que Qianlong era representado como Manjushri, el Bodhisattva de la Sabiduría.
Por otro lado, y pese a promocionar el budismo, Qianlong fue un gran patrón y mecenas de la cultura confuciana, tanto en sus aspectos culturales como sociales. Toda su administración se tiñó de un riguroso neoconfucianismo. Todos los órdenes sociales y culturales fueron sometidos a un estricto control confuciano, y la sociedad y culturas chinas se tornaron cada vez más conservadoras bajo el reinado de Qianlong. El orden social confuciano, basado en la familia y la piedad filial, casaba muy bien con la visión autoritaria y paternalista que Qianlong tenía de su imperio y de su propio papel como emperador, y con la visión estamental y reglamentada que tenía de la sociedad en general. En el ámbito cultural, Qianlong patrocinó a un sinnúmero de eruditos y literatos confucianos como Dai Zhen, que compartían su ideario, e impuso una severa censura sobre toda obra anómala. Promocionó obras de arte de corte clásico, aunque al mismo tiempo favoreció el sincretismo con técnicas de origen occidental, sobre todo en pintura.

### Coleccionismo

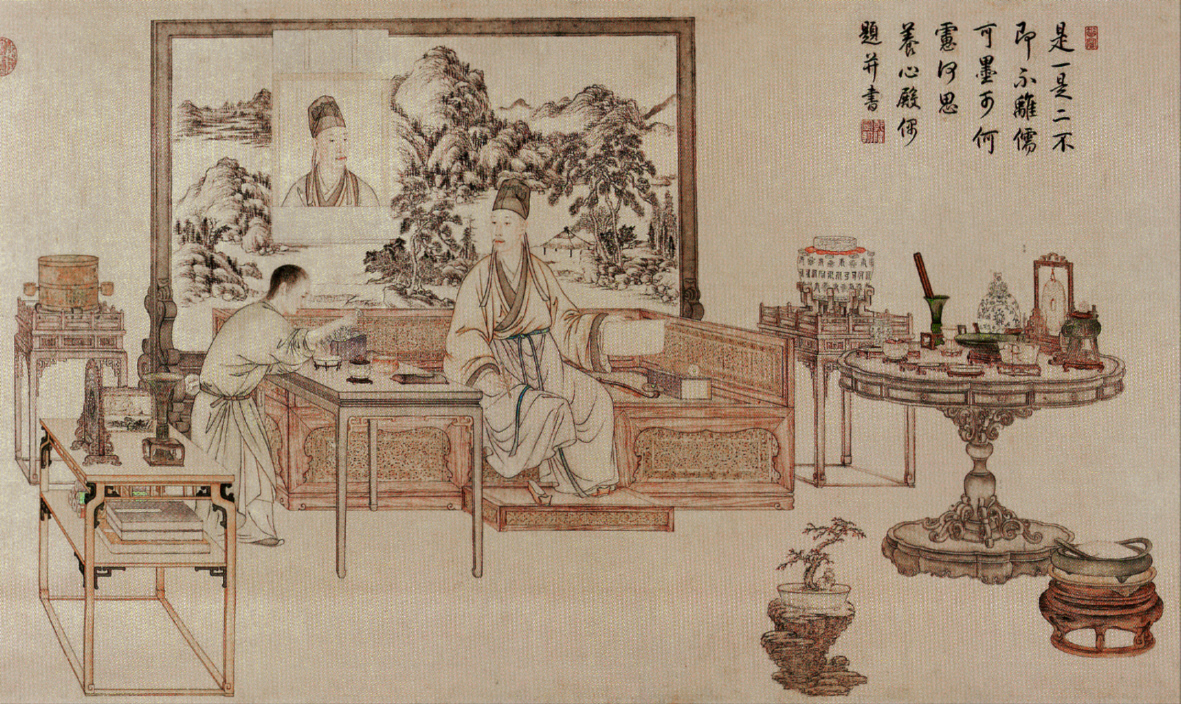
El emperador Qianlong rodeado de obras de arte de su Colección Imperial.

Qianlong tenía un apetito insaciable por coleccionar obras de arte y literatura, y reunió la mayor colección privada de la historia de China. Para ello, usó cualquier medio y no reparó en gastos, a fin de poder reintegrar dichos tesoros en la Colección Imperial. Qianlong expandió más que ningún otro la llamada «Colección Imperial», a la que prestó desmedida atención:

La colección imperial tenía sus orígenes en el siglo i a. C., y había sufrido numerosas vicisitudes, incluyendo fuegos, guerras civiles e invasiones extranjeras en los siglos que siguieron. Pero fue Qianlong quién le dedicó la mayor atención, desde luego de todos los gobernantes Manchú […]. Uno de los papeles jugados por Qianlong, con su acostumbrada diligencia, fue el de que el emperador era un coleccionista y conservador […]. Qianlong siguió con cuidado el mercado de arte en pinturas y antigüedades, usando un equipo de consejeros culturales que incluía a venerables ancianos literati chinos y a connoisseurs manchúes de nuevo cuño. Estos hombres ayudaron al emperador a identificar cuando alguna gran colección privada iba a ser puesta a la venta, fuera porque la fortuna de alguna familia de comerciantes otrora rica hubiera declinado, o porque los objetos preciosos, adquiridos por algún magnate manchú o chino durante el caos del período de conquistas, no eran ya de valor para sus herederos. A veces, Qianlong presionaría e incluso forzaría a cortesanos ricos a que le entregaran objetos de arte que deseaba: lo hacía señalando alguna tara o error en su trabajo de cortesanos, de las que podían ser excusados si le hacían un cierto «regalo» o, en dos famosas ocasiones, persuadiendo a sus dueños de que sólo la seguridad de los muros de la Ciudad Prohibida podían salvar del fuego o el robo a alguna valiosa pintura.

La inmensa colección de arte de Qianlong se convirtió en una parte íntima de su vida. Trasladaba consigo paisajes en sus viajes, a fin de poder comparar los cuadros con el sujeto de los mismos. A veces los hacía colgar en habitaciones especiales de sus palacios, e inscribía su nombre o citas poéticas cada vez que los visitaba, siguiendo el ejemplo de los emperadores de la dinastía Song.
La mayor parte de los miles de objetos de jade de la colección imperial data de su reinado. Qianlong estaba también particularmente interesado en coleccionar bronces antiguos, espejos de bronce, y sellos personales, junto con cerámicas de todas las épocas, obras lacadas y otras formas de artes decorativas. Todas estas artes vivieron un momento de auge durante el reinado de Qianlong, a fin de suplir a la corte y a las clases medias y altas deseosas de imitar al emperador. Las colecciones chinas del Museo Británico y del Museo de Victoria y Alberto, en Londres, contienen muchos objetos pertenecientes al reinado de Qianlong, por lo general expoliadas durante la segunda guerra del Opio del Antiguo Palacio de Verano, o vendidas por los últimos jerarcas Qing a comienzos del siglo xx. El grueso de la colección se divide entre el museo de la Ciudad Prohibida y el Museo Nacional de Taipéi. 

### Siku Quanshu
Uno de los mayores proyectos culturales de Qianlong fue agrupar un equipo de los mejores eruditos de China para compilar, editar e imprimir la mayor colección de filosofía, historia y literatura chinas de la historia. Conocida como la «Biblioteca de los Cuatro Tesoros» o Siku Quanshu (四庫 全書), ésta fue publicada en 36 000 volúmenes, que contenían en torno a 3450 obras completas y requirieron el trabajo de unos 15 000 copistas. La Siku Quanshu preservó numerosos libros, pero fue usada al mismo tiempo para suprimir disidentes y enemigos políticos, pues su compilación requirió el examen cuidadoso de numerosas bibliotecas privadas, de las que se sustrajeron 11 000 obras. Un tercio de estas fueron seleccionadas para su publicación, y aquellas no incluidas fueron o bien resumidas o, en muchos casos, destruidas.

#### Inquisición literaria

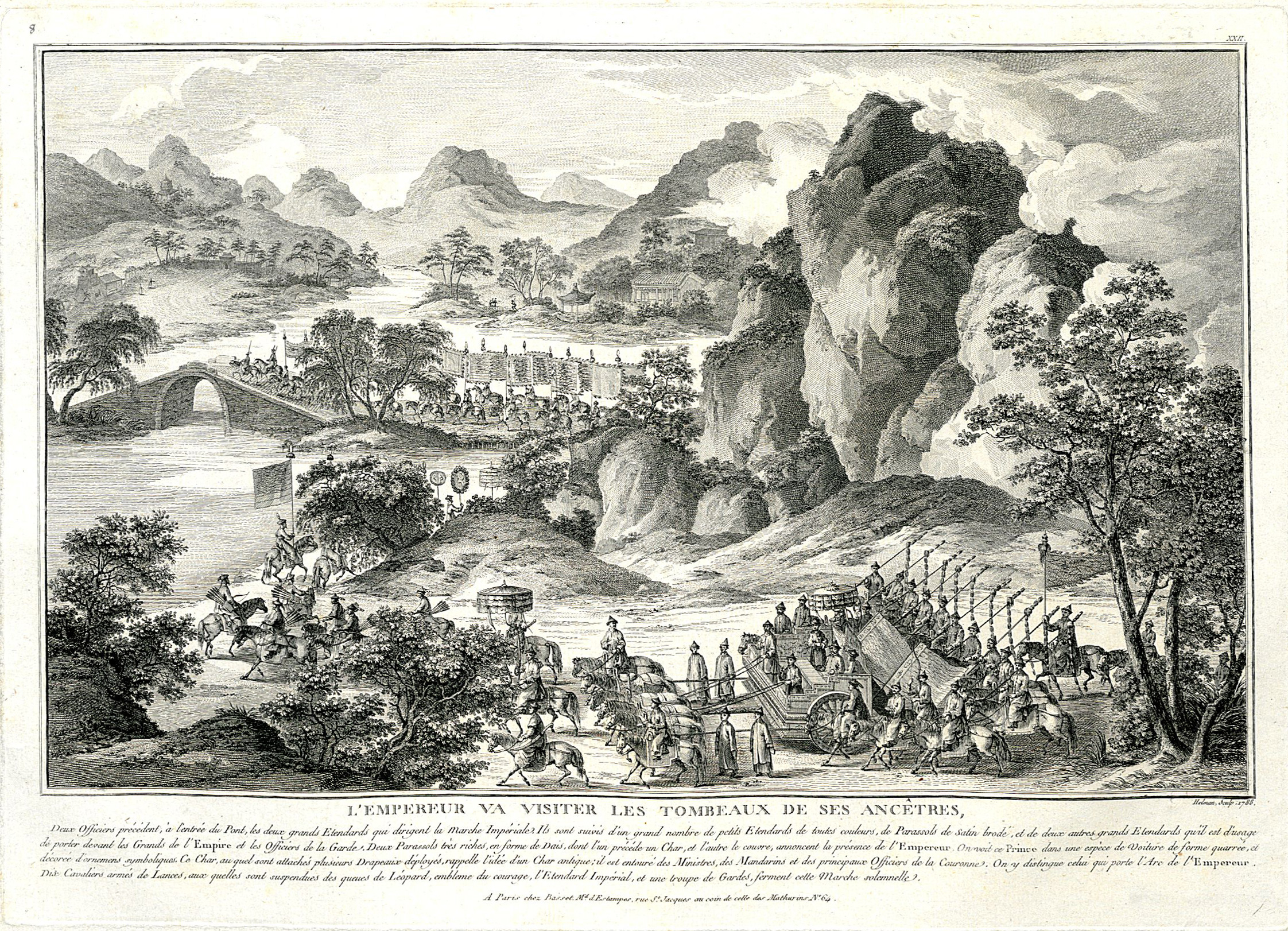
Qianlong visita las tumbas de sus ancestros.

La compilación de la Siku Quanshu se anunció en marzo de 1773, en contra de los consejos de sus ministros, que creían que acometer proyectos bibliográficos no era tarea del Gobierno, y que temían el altísimo coste del proyecto. Pese a todo, Qianlong dio órdenes a los gobernadores provinciales de que remitieran a Pekín todas las obras raras que pudieran. Las obras fueron remitidas a la Academia Hanlin de Pekín, donde unos 360 académicos se dedicaron a leer los escritos, compararlos con otros textos conocidos, y «mejorarlos» cuando fuera necesario. Posteriormente, 3862 maestros calígrafos copiaban los textos en una escritura y formatos uniformes.
Aunque el grueso de los originales llegaron a Pekín entre 1773 y 1775, el proceso de revisión de los textos se extendió hasta al menos 1782. La revisión se produjo de acuerdo a estrictas instrucciones del propio Qianlong. Los revisores debían prestar particular atención a toda tendencia sospechosa que aflorara en el texto. Toda obra tildada de contraria a la doctrina neoconfuciana promovida por Qianlong debía ser purgada, así como cualquier escrito que pudiera promover sentimientos anti-Qing y llevar a rebeliones, incluyendo aquellos textos del pasado que insultaban a dinastías «bárbaras» como los Jurchen (antepasados de los manchú), o que trataban sobre problemas en las fronteras o en la defensa del imperio.
Había cinco directrices con base en las cuales una obra debía ser destruida o censurada:
- Tratados a favor de los Ming: toda comparación entre las dinastías Ming y Qing eran peligrosas. Los Ming debían ser retratados como degenerados y decadentes, y su caída a manos de los Qing como justa e inevitable. Esto debía dejar claro que el mandato del cielo había pasado legítimamente de los Ming a los Qing.

- Tratados a favor de la restauración de los Ming: aunque era muy inusual defender su restauración, debido sobre todo a que los Qing eran generalmente más populares que los Ming, cualquier texto defendiendo la restauración Ming era severamente suprimido.

- Hostilidad contra los pueblos de la estepa asiática: los conflictos entre las tribus de la estepa y China fueron muy frecuentes en la historia china, y la historiografía tradicional tendía a retratar a estos pueblos como bárbaros y extranjeros. Aunque no necesariamente meritorio de destrucción, tales pasajes fueron por lo general censurados.

- Literatura erótica: los Qing tenían una visión muy puritana de la sociedad, y se oponían a todo exceso social que había caracterizado a los últimos Ming. Toda literatura lasciva era condenada como moralmente corrupta, y contraria a la doctrina confuciana, de estricta y sobria moral. Aunque la sociedad Qing era relativamente liberal, Qianlong creía en su deber como padre del pueblo, y como tal en la necesidad de censurar todo escrito que pudiera alterar el orden social conservador que favorecía.

- Obras militares: Qianlong recelaba de los chinos han que estudiaban tratados militares. Había restringido la entrada de chinos han en los puestos altos del escalafón militar, y destruyó numerosas obras de ciencia militar que habían sido particularmente populares durante la dinastía Ming, temiendo que pudieran ser fuente de conocimientos sediciosos y llevar a rebeliones.

La edición y purga de la Siku Quanshu llevó unos diez años, durante los que unas 3100 obras y 150 000 copias de libros fueron o bien quemadas o prohibidas. Aquellas que se salvaron de la quema y fueron incorporadas a la Siku Quanshu fueron a menudo modificadas o resumidas. Los libros publicados durante la dinastía Ming fueron los mayores damnificados de esta purga.
Qianlong promovió lo que de facto se considera una «inquisición literaria», e impuso una estricta censura en China. Los mandarines debían juzgar si cada frase de una obra era suficientemente neutral con los Qing; si se decidía que no lo eran, se iniciaba un proceso inquisitorial contra los autores. Durante el reinaron de Qianlong hubo 53 casos de inquisición literaria que resultaron en sus víctimas ejecutadas, bien decapitadas o por lingchi, o incluso resultando en la mutilación de sus cadáveres (si ya habían fallecido).

### Obra literaria propia

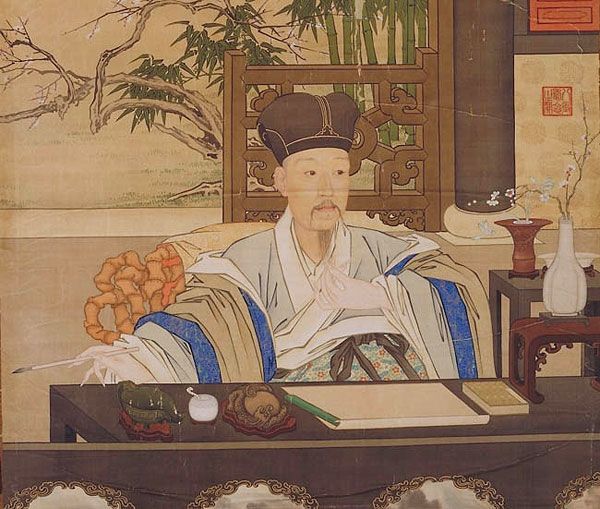
El emperador Qianlong, vestido como un erudito confuciano.

Qianlong era un poeta apasionado. Sus obras completas, publicadas en diez tomos entre 1749 y 1800, contienen más de 40 000 poemas y 1300 textos en prosa, lo que le convierten en uno de los escritores más prolíficos de todos los tiempos.
En 1743, después de su primera visita a Mukden, la capital de Manchuria y antigua capital de los Qing, (en la actualidad Shenyang, Liaoning), Qianlong escribió en chino su Oda a Mukden (Shengjing fu/Mukden-i fujurun bithe), una fu (rapsodia) en estilo clásico en la que alababa a Mukden, por aquel entonces un término general para lo que hoy el día se conoce como Manchuria, y describía su belleza y valores históricos. En el poema, Qianlong describe las montañas y la vida salvaje de Mukden, y las usa para justificar su creencia de que la dinastía Qing perduraría para siempre. Tras su composición, encargó una traducción del poema al manchú. En 1748 ordenó una edición conmemorativa de ambas versiones del poema, usando caracteres arcaizantes previos a la dinastía Qin. Los caracteres manchúes tuvieron que ser inventados ex profeso, y nadie era capaz de leerlos.

### Idiomas y política lingüística
En su juventud, Qianlong recibió clases de manchú, de chino y de mongol, y posteriormente aprendió tibetano. También hablaba chagatai (turkí o uigur moderno) y tangut. Qianlong siempre demostró particular preocupación por preservar el idioma manchú de sus antepasados, y promovió una política de defensa del manchú proclamando que «el alma de los manchúes es el lenguaje». Insistió en la política seguida por sus antecesores de que todos los documentos oficiales fueran redactados tanto en chino como manchú, y encargó nuevos diccionarios de manchú, que consideraba el «idioma nacional». A fin de preservar su pureza, insistió en la eliminación de todo préstamo lingüístico del chino, y su sustitución por calcos que reflejó en los diccionarios oficiales. También promovió la traducción literal de obras chinas al manchú.
La política lingüística de Qianlong denotaba la preocupación del mismo por la cada vez más evidente sinización de la élite manchú. Muchos de los nobles manchúes, asentados desde hacía tres generaciones en China, apenas podían comunicarse en manchú, y cada vez menos de ellos podían leerlo. Qianlong creía que la sinización de su gente llevaría a la decadencia de los Qing. La exigencia de que todo documento imperial fuera emitido en manchú a la vez que en chino iba destinada a favorecer la preservación del idioma pero, sobre todo, constituía una política de discriminación a favor de los manchú frente a los chinos de etnia han, dado que este requisito generaba una gran demanda para funcionarios y mandarines capaces de hablar el manchú.

### Budismo tibetano y política religiosa

Templo de Yonghe, en Pekín, casa natal de Hongli. Qianlong entregó el recinto, construido originalmente como residencia para su padre, a los seguidores del budismo tibetano.

El gobierno de los Qing tenía una larga tradición de asociarse con el Bodhisattva Manjusri. Qianlong siempre estuvo interesado en el budismo tibetano, y patrocinó abiertamente obras de arte y traducciones budistas. Aprendió a hablar y leer tibetano, y estudiaba los textos budistas asiduamente. Sus creencias personales se ven reflejadas en los grabados de su tumba, llenos de imaginería budista tibetana, y quizás la expresión más personal y privada de la vida del emperador. Qianlong apoyó abiertamente a la secta Amarilla de los Gelug a fin de «mantener la paz entre los mongoles», dado que las tribus mongolas eran seguidoras del dalái lama y el Panchen Lama. Qianlong hizo grabar una explicación de su política religiosa en el Templo de Yonghe en Pekín, en una estela titulada “Lama Shuo” (“Sobre los lamas”) en 1792. Decía que era “meramente siguiendo Nuestra política de extender Nuestro afecto a los débiles” que había decidido erigirse en patrón de la secta Amarilla. Aunque el emperador obtuvo réditos políticos con ese patrocinio, también parecía personalmente devoto de la secta.
La explicación oficial de apoyar a secta Amarilla del budismo tibetano por razones prácticas fue usada para desviar las críticas de sus súbditos chinos han hacia la política religiosa de Qianlong. Los chinos desconfiaban del dogmatismo del budismo tibetano, y favorecían escuelas más sincréticas, como el budismo Caodong. Que el emperador siguiera una escuela budista extranjera, favorecida por los mongoles, generaba mucha alarma entre los han, siempre dispuestos a señalar el origen extranjero de los manchú. Así, la estela "Lama Shuo" fue primeramente inscrita en chino, y posteriormente en tibetano, mongol y manchú, y detallaba que «patrocinando a la secta Amarilla mantenemos la paz entre los mongoles. Como esto es una actividad importante, no podemos sino proteger esta religión. En esto, no mostramos ningún sesgo o favoritismo, ni queremos adular a los sacerdotes tibetanos como se hiciera durante la dinastía Yuan».
Por otro lado, Qianlong mantuvo la prohibición a los misioneros cristianos, y persiguió severamente todo intento por parte de los jesuitas y otros misioneros cristianos de evangelizar China. Los únicos misioneros occidentales que tenían permitida la entrada en China eran jesuitas que se encontraban bajo el patrocinio directo del propio Qianlong, quien apreciaba la pintura y los desarrollos matemáticos occidentales, y los empleaba como artistas (por ejemplo, Giuseppe Castiglione) o astrónomos y científicos (por ejemplo, Michel Benoist) en su corte, frecuentemente con rango de mandarín. Estos occidentales tenían prohibido salir de Pekín, tenían estrictamente prohibido proselitizar, y al entrar en China aceptaban residir en la capital a perpetuidad.

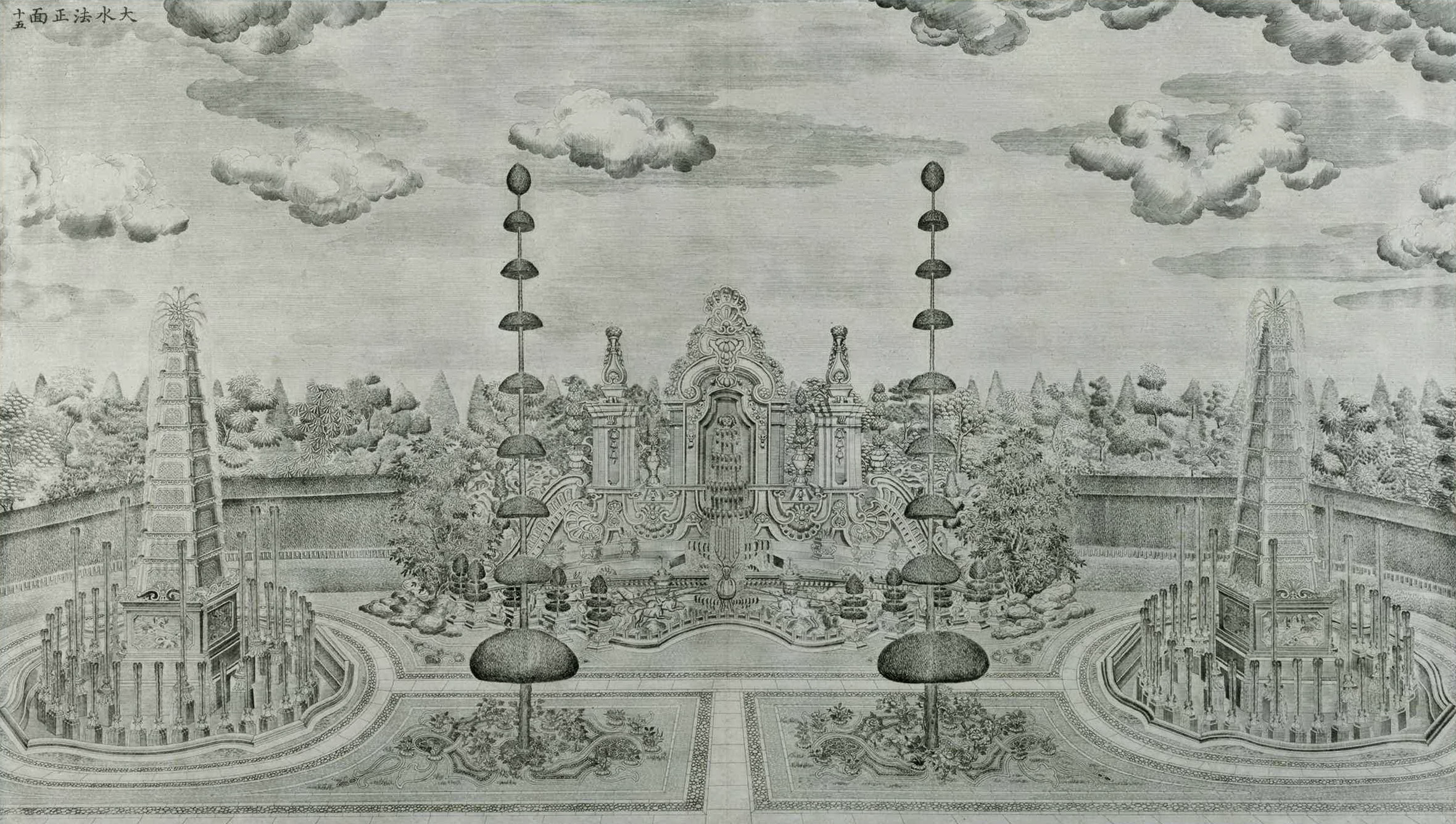
Grabado de los jardines de estilo occidental que Qianlong encargó a Castiglione para el Palacio de Verano a las afueras de Pekín.

### Palacios
Qianlong fue un gran constructor. La ciudad de Pekín fue remodelada a su gusto, restaurando, ampliando y embelleciendo palacios, plazas, carreteras, canales, parques y templos. Aunque no alteró la orientación axial de la ciudad, sí que creía que los palacios de la Ciudad Prohibida eran demasiado simétricos y regulares. Por ello, ordenó la creación de nuevos jardines y canales en la Ciudad Prohibida. Igualmente, Qianlong ordenó a los gobernadores provinciales que acometieran obras de mejora y ornato de las ciudades y pueblos de provincias. 
En las colinas del noroeste de Pekín expandió una villa conocida como el Jardín de la Perfecta Brillantez hasta convertirlo en lo que hoy en día se conoce como el Antiguo Palacio de Verano. Le añadió dos grandes complejos: el Jardín de la Eterna Primavera y el Jardín del Manantial Elegante. Con el tiempo, el Palacio de Verano llegaría a ocupar 350 hectáreas, unas cinco veces el tamaño de la Ciudad Prohibida. Para celebrar el hexagésimo cumpleaños de su madre, la emperatriz Xiaoshengxian, Qianlong ordenó construir un lago en el Palacio de Verano en el llamado el Jardín de las Ondulaciones Claras. El lago, conocido hoy en día como el Lago Kunming, conforma lo que queda del Palacio de Verano, que fue casi totalmente destruido en la segunda guerra del Opio.
También expandió el palacio de verano de Rehe, al norte de la Gran Muralla. Rehe se convertiría en la tercera capital de facto de China. Qianlong decretó que los emperadores debían pasar el otoño cazando en Rehe, y era ahí donde solía recibir a dignatarios extranjeros de Asia central, sobre todo embajadores de Corea y de Mongolia.
La extravagancia de los palacios de Qianlong fue señalada por los censores imperiales (funcionarios de alto rango que podía criticar al emperador), que reprocharon al emperador que malgastara fondos públicos en obras tan frívolas. Qianlong alabó la modestia confuciana de sus censores, e ignoró sus críticas. En 1780 escribió un memorando donde se defendía: argumentó que el tesoro imperial albergaba el doble de fondos que cuando había accedido al trono, y que sus obras de construcción empleaban a miles de personas a las que les pagaba mejor que la media. Aunque esto era cierto, su pasión por el lujo y la extravagancia de su corte permearon todas las capas sociales, y la corte imperial comenzó a ser cada vez más un lastre para las finanzas imperiales. Aunque durante su reinado las finanzas imperiales pudieron soportarlo, la extravagancia que Qianlong introdujo en la Corte Imperial se demostraría extremadamente costosa a largo plazo.

#### Palacios de estilo europeo
Qianlong estaba fascinado por el arte europeo. Tenía una colección personal de relojes europeos, y mantenía en su Corte a un número de jesuitas como traductores, artistas y científicos. Uno de los jesuitas más destacados fue el padre Giuseppe Castiglione (1688-1766), que ejercía de pintor en la corte de Qianlong. Durante la expansión del Palacio de Verano, Qianlong encargó a Castiglione y al jesuita francés Michel Benoist la construcción de una serie de pabellones de estilo europeo, con jardines y fuentes de estilo versallesco, que Qianlong admiraba. Los pabellones, conocidos como el Xiyang Lou (“Mansiones Occidentales”) fueron pasto de las llamas en 1860 durante la Segunda Guerra del Opio. Qianlong también empleó a otros jesuitas, como Jean-Damascène Sallusti e Ignatius Sichelbart, ambos como pintores. Otros misioneros actuaban como astrólogos y matemáticos para el emperador. Los jesuitas de palacio tenían prohibido predicar el cristianismo, y no podían abandonar la Ciudad Prohibida de por vida. Pese a ello, muchos misioneros de Macao aceptaban entrar al servicio del emperador con la esperanza de persuadirlo de permitir la difusión de la fe cristiana en China.

### Sistema de estandartes

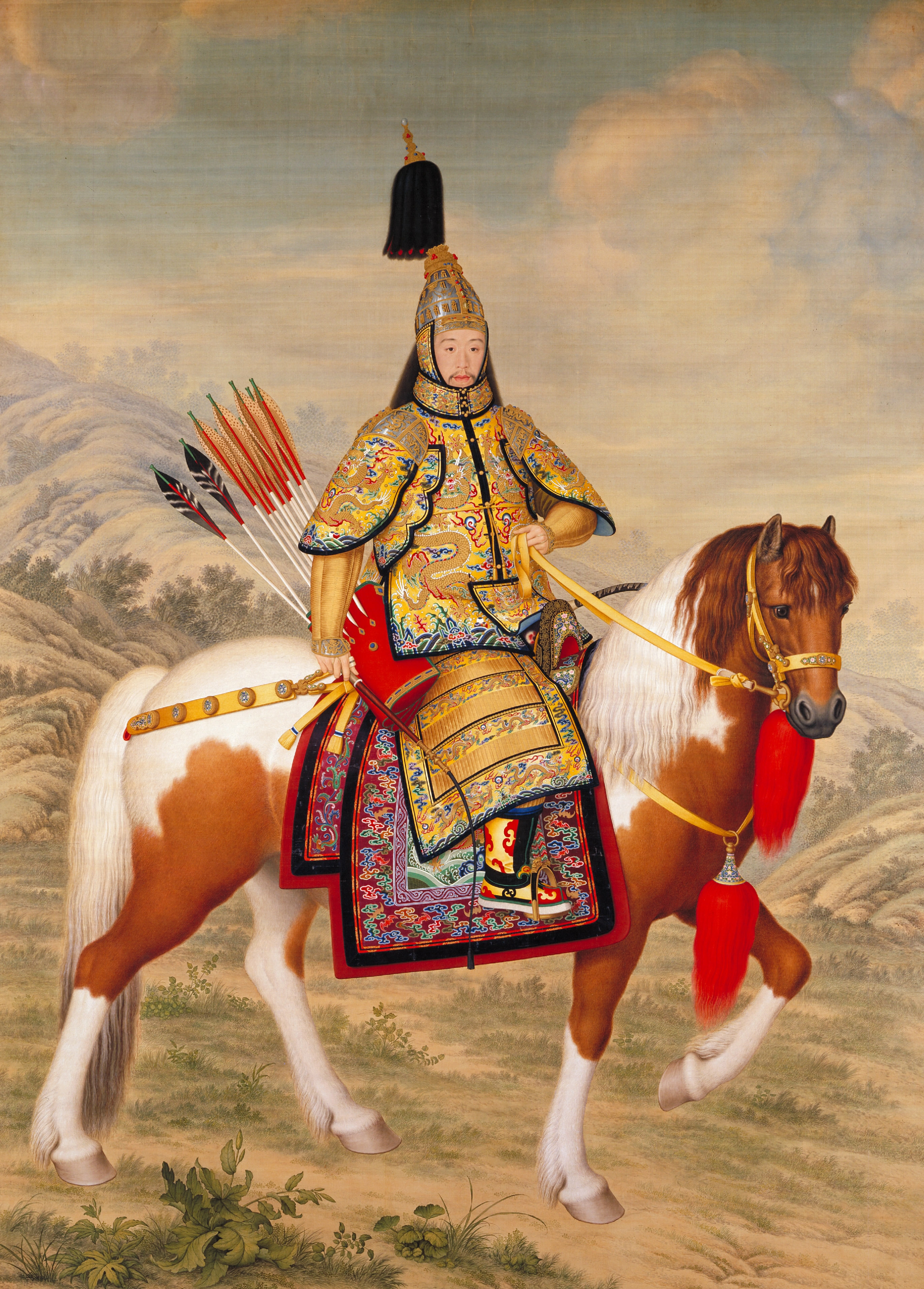
El emperador Qianlong con Armadura Ceremonial a Caballo, por Giuseppe Castiglione(1688–1766)

Los primeros emperadores Qing, Nurhaci y Huangtaiji, habían organizado el ejército y el estado manchú por medio del llamado sistema de los «ocho estandartes». Los estandartes eran unidades administrativas y militares bajo las cuales cabía toda la sociedad manchú: la pertenencia de una familia a un estandarte concreto significaba que sus varones habían de servir militarmente bajo ese estandarte, pero también que la familia formaban parte a efectos sociales y fiscales de una unidad social de élite, que contaba con abundantes privilegios sociales y económicos. No todos los estandartes tenían el mismo prestigio social: los estandarte amarillo, blanco, y amarillo bordeado, nominalmente dirigidos en batalla directamente por el emperador, eran mucho más prestigiosos que el resto. 
Nurhaci y, sobre todo, Huangtaiji, habían mostrado un notable pragmatismo en la formación de los estandartes. Aunque la idea era claramente una extensión del sistema de clanes jurchen, ambos emperadores habían expandido los estandartes admitiendo en los mismos a familias mongolas, y a muchos chinos de etnia han, que estaban asentados desde hacía siglos en Liaodong y las zonas suroeste de Manchuria. La única condición era una cierta adherencia de sus miembros a las costumbres, idioma y cultura manchú, pero no había ningún requisito genealógico o étnico para acceder a uno de los ocho estandartes. De hecho, la conquista manchú de China no podría haber ocurrido de otra forma; el grueso de las tropas Qing que entre 1637 y 1644 expulsaron a la dinastía Ming y conquistaron China eran chinos de etnia han. 
Qianlong, preocupado por la sinización manchú, instituyó una política de manchucificación de los ocho estandartes. En concreto, modificó el sistema para requerir que solo aquellas familias de ascendencia manchú o mongola pudieran ser miembros de los ocho estandartes. Desmobilizó a muchos chinos han, algunos de los cuales fueron incorporados al mucho menos prestigioso Ejército del Estandarte Verde, las tropas regulares de los Qing que no formaban parte de uno de los ocho estandartes. 
En su política de limpieza étnica de los ocho estandartes, Qianlong impuso estrictas definiciones: los chinos han fueron definidos como aquellos que tuvieran la misma cultura y fueran de la misma extracción que los civiles han. Igualmente, Qianlong enfatizó el espíritu marcial de la cultura manchú, e impulsó reclutamientos y entrenamiento de tropas étnicamente manchúes. Además, a fin de acrecentar la unidad de la sociedad manchú, Qianlong instituyó la cacería anual en Rehe, en la que el emperador se trasladaba a la residencia de montaña de Chengde para cazar y hacer ejercicios militares con tropas manchú y mongolas de los ocho estandartes. 
La visión que Qianlong tenía de los soldados han de sus ejércitos era marcadamente diferente a la de su abuelo el emperador Kangxi. Para Qianlong, la lealtad era la principal cualidad de un soldado. Como parte de su campaña de adoctrinamiento, Qianlong encargó numerosas biografías marciales en las que se enfatizaba el espíritu marcial de los manchú y sus ansias guerras. Igualmente, en estas biografías propagandísticas algunos famosos soldados han de los ocho estandartes eran retratados como traidores, que habían abandonado a los Ming a favor de los Qing; en estas las biografías, se les denostaba mientras se glorificaba a los lealistas Ming.
La inclusión u omisión de algunos famosos generales Qing de etnia han en esas biografías respondía en muchos casos a motivaciones políticas. Por ejemplo, Qianlong incluyó entre los «traidores» al general Ming Li Yongfang, quien en 1618 había rendido Fushun a los Qing a cambio de un título y una princesa manchú en matrimonio, porque Qianlong sentía aversión hacia un descendiente de Li Yongfang llamado Li Shiyao, que había sido acusado de corrupción en un gran escándalo cortesano. Igualmente, Qianlong excluyó de estas biografías a Ma Mingpei, un antiguo general y gobernador militar Ming que también había cambiado de bando, porque esto dañaba la imagen de su hijo Ma Xiongzhen, considerado un mártir y ejemplo de todas las virtudes marciales luego de su asesinato a manos de Wu Sangui, el gran enemigo de los Qing durante la conquista Qing de China.

### Títulos nobiliarios
El emperador Qianlong concedió el título de Wujing Boshi (五经博士; 五經博士; Wǔjīng Bóshì) a los descendientes de Zhang Zai, Fu Sheng, y Yan Hui.
En 1618, la hija del príncipe manchú Abatai fue casada con el general han Li Yongfang (李永芳). El hijo de Li recibió el título de «Vizconde de tercera clase» (en chino, 三等子爵; pinyin, sān děng zǐjué).  Li Yongfang fue el tatara-tatarabuelo de Li Shiyao (李侍堯), quien durante el reinado de Qianlong estuvo envuelto en un escándalo de sobornos y corrupción. Qianlong degradó su título nobiliario, y lo sentenció a muerte; sin embargo, conmutó su pena y le restituyó su título debido a su ayuda durante la campaña de Taiwán.
En 1725, el emperador Yongzheng concedió un título hereditario de marqués a un descendiente de Zhu Zhilian, heredero de la antigua familia imperial durante la dinastía Ming. Qianlong fijó su título (los títulos nobiliarios chinos se degradaban un rango cada generación, hasta extinguirse; el privilegio de «fijar» un título era muy raro, y los Qing lo usaron solo para ciertos príncipes imperiales, y el Duque Yansheng, descendiente directo de Confucio), y le concedió a título póstumo el título de «Marqués de Gracia Extendida» en 1750. Concedió una generosa pensión a su familia, y los puso a cargo de continuar los ritos funerarios en las tumbas de la dinastía Ming. El título fue heredado por 12 sucesivas generaciones de miembros de la familia Zhu, hasta que el último descendiente conocido de la dinastía Ming, Zhu Yuxun, desapareció del registro histórico en 1939.

### Política identitaria
Tanto Qianlong como sus predecesores desde el emperador Shunzhi habían identificado a China con el Imperio Qing, y tratados y documentos diplomáticos el imperio Qing se refería a sí mismo como «China». Qianlong rechazó abiertamente que solo los chinos de etnia han pudieran ser súbditos chinos, con lo que redefinió a China como un imperio multiétnico. En 1755 declaró:

[…] existe una visión de China según la cual las gentes que no son han no pueden convertirse en súbditos chinos y sus territorios no pueden ser integrados en China. Esto no representa la concepción que nuestra dinastía tiene de China, sino que representa la de las anteriores dinastías Han, Tang, Song y Ming.

Igualmente, Qianlong rechazó la idea expresada por mandarines han de que Sinkiang no era parte de China y, por tanto, no debía conquistarla; además, rechazó así los argumentos étnicos de China como el Estado han. Qianlong comparó abiertamente su conquista de Sinkiang con las aventuras militares de los Tang en Asia Central.

## Economía y demografía

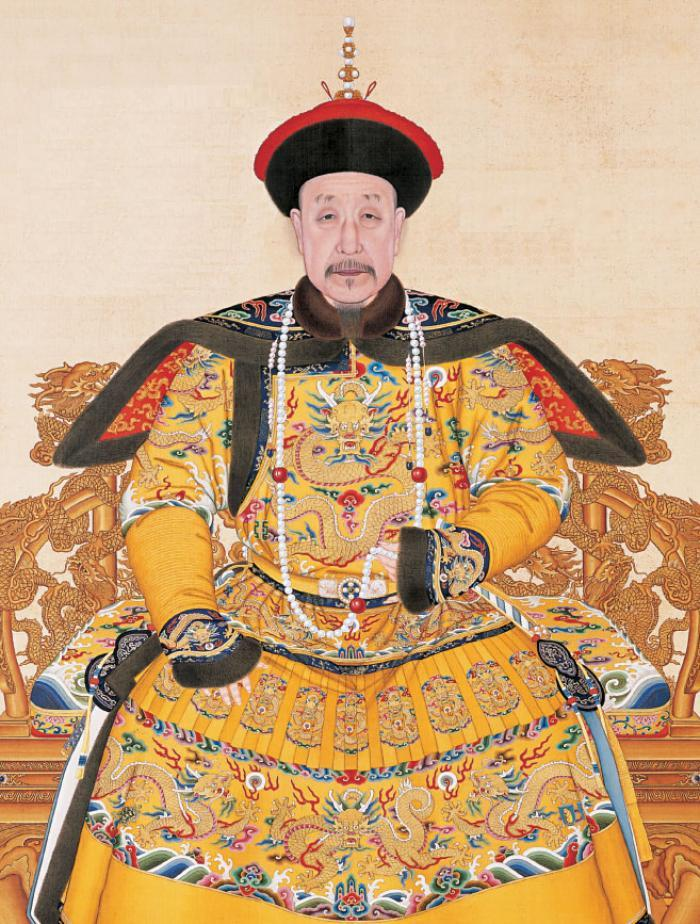
El emperador Qianlong en su vejez.

La economía del imperio Qing se expandió con fuerza durante el reinado de Qianlong. La expansión económica se debió a una fuerte expansión agrícola, artesanal y comercial.
La expansión agrícola fue facilitada por la introducción de nuevas cosechas, como el maíz, el sorgo y el boniato, que habían entrado en China a comienzos del reinado de Kangxi. Esto permitió diversificar cultivos y roturar tierras mal preparadas para soportar otros cultivos más tradicionales como el trigo, la cebada, el mijo o el arroz. El boniato en particular, adaptado a condiciones de cultivo difíciles, fue fundamental para la roturación de tierras de cultivo en zonas montañosas, y pronto se convirtió en el tercer mayor cultivo de China. También se generalizaron legumbres como las alubias o la soja, y el cultivo de árboles frutales, así como la cría de cerdos y la piscicultura. Para la segunda mitad del reinado de Qianlong, la agricultura china era la más desarrollada del mundo. Todo esto permitió enriquecer la dieta de la población, de forma que cualquier campesino chino estaba mucho mejor alimentado que sus coetáneos europeos.
Contribuyeron a esta expansión, además, la emancipación de los siervos —que había promovido Yongzheng— y la generosa política fiscal de Qianlong a favor del pequeño campesinado. Manteniéndose fiel a la piedad filial, ratificó el edicto promulgado por su abuelo Kangxi en 1711 que congelaba los impuestos agrícolas y de capitación en niveles inusualmente bajos para los estándares históricos de China.
El crecimiento de los rendimientos agrícolas produjo una expansión demográfica de gran altura en los centros urbanos, y permitió dedicar cada vez mayores expansiones de terreno arable a cosechas no alimenticias como el algodón, el té o la caña de azúcar. La demanda de algodón y té era sostenida sobre todo por los centros urbanos, donde se desarrolló una inmensa industria textil. A finales del reinado de Qianlong, en la zona de Songjiang, al sur de Shanghái, había más de 200 000 obreros empleados en la industria textil del algodón. La industria alfarera también vivió una gran expansión, sobre todo en la producción de porcelana de Jingdezhen. 

### Comercio internacional
Buena parte de las manufacturas chinas se destinaron a la exportación. Los textiles de algodón y de seda, el té, los productos lacados y mobiliario chinos, y la porcelana fueron demandadas sobre todo por comerciantes europeos, mientras que la seda y el papel chinos tenían su gran mercado en el Extremo Oriente. 

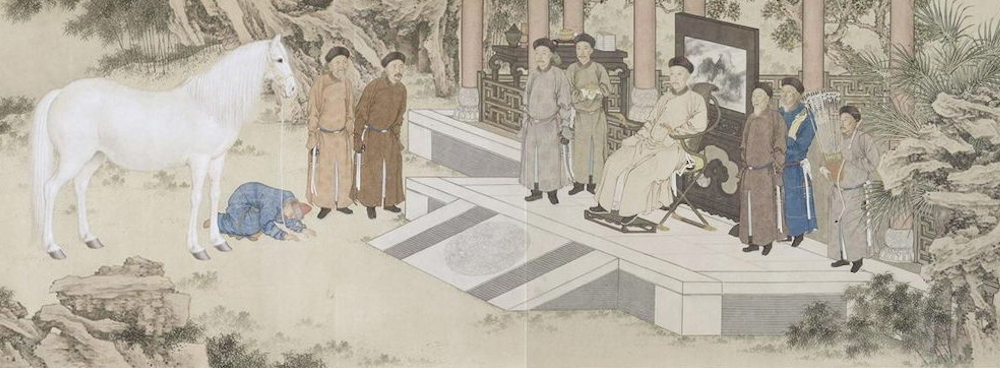
El emperador Qianlong acepta un caballo como tributo de los tártaros de Sinkiang. A menudo, las embajadas de los vasallos de Asia central eran usadas para el comercio entre China y sus vasallos.

Qianlong fue profundamente conservador en lo que respecta al comercio internacional. Aunque favoreció el comercio de China con países de su órbita como Vietnam, Laos, Siam, Corea o Japón, lo hacía principalmente para favorecer las relaciones de vasallaje a las que estos países estaban sometidos. De hecho, usaba su retiro anual en Rehe para recibir embajadas de Corea y de las tribus mongolas del noroeste de China, cuando estas aprovechaban para comerciar e intercambiar bienes. 
La relación de Qianlong con las potencias europeas fue muy distinta. Los países europeos llevaban comerciando con China desde la dinastía Ming. A cambio de haber expulsado a piratas de las costas del sur del país, los Ming habían concedido a los portugueses en 1554 la gestión del puerto de Macao, en la desembocadura del estuario del río de las Perlas, al sur de la gran ciudad portuaria de Cantón. Posteriormente, los Ming y los Qing habían decidido restringir todo el comercio de portugueses y otros europeos (principalmente holandeses, españoles y británicos) a Macao y ciertos puertos del sur del país, sobre todo el puerto de Cantón. Esto estaba motivado en cierta medida por el deseo de evitar el agresivo proselitismo de los misioneros cristianos, posibles invasiones o desórdenes en las ciudades costeras y, sobre todo, la pérdida de divisas y reservas de plata. 

La política Qing, en particular, había restringido el comercio internacional de tal forma que solo permitían la exportación de bienes chinos a cambio de plata extranjera. La plata era el principal metal precioso en China y la base del sistema monetario. En China convivían el cobre, como moneda corriente entre las clases bajas, y la plata, para transacciones mayores. El cobre se acuñaba en moneda, y la plata se medía en taeles, una unidad de peso. Generalmente, un tael de plata valía mil monedas de cobre. Dadas las grandes distancias, solo la plata se usaba para transacciones a distancia, y la base impositiva se fijaba en taeles de plata, que los bao debían cambiar de monedas de cobre. Cuando escaseaba la plata, el tipo de cambio entre la plata y las monedas de cobre usadas por campesinos y gente corriente se disparaba, al tiempo que los ricos comerciantes empezaban a acopiar plata, lo que solo empeoraba el tipo de cambio. En la práctica, esto implicaba un aumento de impuestos para las clases bajas, un incremento de los gastos corrientes del Estado, y en el pasado había sido fuente de tensiones y disturbios. En anteriores ocasiones, la más reciente durante los últimos años de la dinastía Ming, la escasez de plata había llevado a grandes revueltas y al colapso de dinastías. Los Qing temían que la apertura de China al comercio exterior llevara a la importación de grandes cantidades de productos extranjeros, desequilibrios en la balanza de pagos, y la consiguiente pérdida de las reservas de plata del imperio.

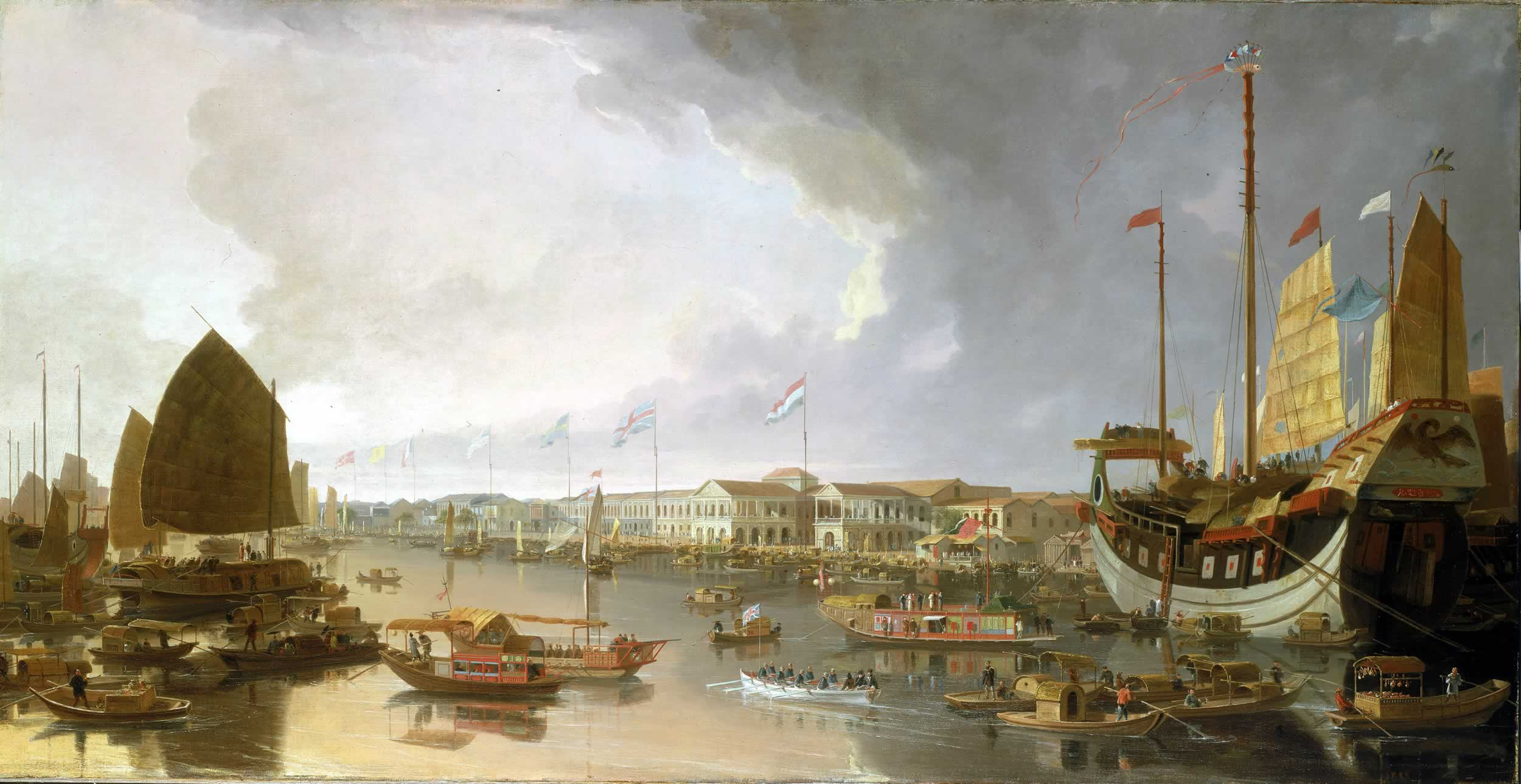
Distrito de las factorías occidentales de Cantón, en 1805.

#### Fundación del Sistema de Cantón
Qianlong fue un firme defensor de esta política mercantilista, y decidió regularla más si cabe restringiendo el comercio exterior del Imperio chino al puerto de Cantón. Además de las preocupación por la pérdida de reservas de plata, Qianlong estaba alarmado por los acontecimientos recientes en la India. Las guerras carnáticas de 1744-1748 y 1748-1754 habían puesto de manifiesto el poderío táctico y militar de ingleses y franceses, y los riesgos asociados con permitir la presencia de las compañías de comercio europeas en Asia, así como su codicia y rapacidad. Los acontecimientos de 1757, donde, a raíz de la batalla de Plassey (1757), el Imperio Mogol había caído en manos de la Compañía Británica de las Indias Orientales, sólo sirvieron para cristalizar la actitud de extrema cautela del Imperio Qing para con los europeos.
La amenaza europea, por entonces más imaginaria que real, quedó en opinión de Qianlong confirmada a lo largo de la década de 1750 por las acciones de los comerciantes europeos de Cantón. Durante este período, las compañías monopolísticas occidentales habían tratado de trasladar repetidas veces peticiones y demandas de carácter comercial a la Corte Imperial, algo que se saltaba el protocolo habitual, que prohibía el contacto directo con la Corte. Los repetidos intentos de contacto y la presencia de buques comerciales en puertos del norte del país sólo confirmaban los temores de Qianlong de que los eventos de la India fueran a repetirse en China.
Por todo ello, temeroso de la pérdida de reservas de plata y de que la interferencia extranjera causara semejantes disturbios en su propio imperio, en 1757, Qianlong decidió clausurar el comercio europeo en los puertos de Zhoushan y Amoy, y decretó que el único puerto en el que los europeos tenían permitido comerciar a partir de entonces sería el puerto de Cantón. El resto de puertos chinos estaban cerrados al comercio con Occidente. Esto sentó las bases de lo que se dio a conocer como el sistema de Cantón (en chino: Yī kŏu tōngshāng (通商 通商 literalmente, 'sistema de comercio de puerto único'), que regularía el comercio entre China y Occidente hasta 1842.
Qianlong articuló el Sistema de Cantón a lo largo de las décadas de 1750 y 1760. En un primer momento, basó su política en el régimen regulatorio que había heredado de su padre Yongzheng, consistente en centralizar todo el comercio a través de una casa de contratación, la Yánghuò Háng (洋货行, literalmente "Casa de Comercio del Océano"), radicada en Cantón. La única innovación inicial fue la de restringir el comercio a Cantón.
Sin embargo, los acontecimientos de 1759 relacionados con la fallida expedición de James Flint a Tianjin forzaron a Qianlong a regular el comercio de Cantón aún más si cabe. Así, en 1760, Qianlong forzó a los 26 hong o clanes comerciales que por entonces controlaban de manera informal el comercio con Occidente a conformar un gremio comercial, conocido como el cohong. Sólo nueve de los hong decidieron unirse al cohong, pues las regulaciones que Qianlong impuso sobre él eran muy severas. El cohong estaba supervisado por el hoppo, o Supervisor de las Aduanas de Cantón, un oficial nombrado directamente por el emperador y dependiente del Departamento de la Casa Imperial, que hasta entonces había estado a cargo de la recaudación de aranceles en las aduanas de Cantón. A partir de 1759, el hoppo pasó a regular de manera personal el comercio con Occidente, bajo la supervisión directa del propio Qianlong. 
Las ordenanzas que regulaban la presencia de los comerciantes europeos en China fueron promulgadas en 1760. Las reglas, conocidas como Vigilancia de las Regulaciones Bárbaras Extranjeras (Fángfàn wàiyí guītiáo, 外夷 规 条) o Cinco Medidas contra los Bárbaros (Fáng yí wŭ shì, 防 夷 五 事), establecían que los europeos solo estaban autorizados a comerciar con el Cohong de Cantón. El Cohong se hacía responsable del buen comportamiento de los extranjeros y, sobre todo, del pago de aduanas y demás tarifas comerciales, que Qianlong recaudaba directamente por medio del representante especial o hoppo. Qianlong decidió limitar el movimiento de los comerciantes europeos a un pequeño recinto a las afueras de Cantón, donde los asentó en el distrito de las factorías de Cantón. A fin de evitar asentamientos permanentes, los europeos no tenían permitido residir con sus mujeres en Cantón. Durante la época de lluvias (primavera y verano), debían abandonar Cantón y vivir en la cercana Macao, administrada por Portugal. Los occidentales no tenían permitido ser dueños de propiedades en China, y no podían recibir préstamos de los súbditos chinos ni inmiscuirse en asuntos chinos. También tenían prohibido proselitizar.
Pese a estas restricciones, el comercio de Cantón prosperó. Los hong se convirtieron en los grandes tratantes de productos comerciales en China y canalizaban toda la demanda de té y demás productos demandados por los europeos. Su monopolio aseguraba el mercado para los productos chinos de exportación, estabilizando la demanda interna de estos productos. Esto tenía el efecto dual de garantizar los ingresos aduaneros del trono y, para los occidentales, de que al llegar a Cantón habría existencias suficientes de los productos que querían adquirir. Pronto los hong se hicieron fabulosamente ricos, y algunos, como el famoso Howqua (1769-1839), llegaron a ser los individuos más acaudalados del mundo.
Durante el reinado de Qianlong, el crecimiento comercial de Cantón fue espectacular. Prueba de ello fue que, entre 1760 y 1780, las importaciones chinas de plata (la moneda de pago de los europeos en China), proveniente principalmente de las minas españolas en América, se incrementaron de 3 a 16 millones de taeles de plata (de 85 a 450 toneladas de plata). Esto tuvo buenas consecuencias para la base monetaria del Imperio chino: la abundancia de plata supuso que, durante el reinado de Qianlong, el tipo de cambio entre taeles de plata y monedas de cobre fuera frecuentemente fijado por debajo de las nominales 1000 monedas de cobre por tael de plata, lo que de facto suponía una drástica reducción de impuestos a las clases bajas. Igualmente, los ingresos fiscales del trono se doblaron en buena medida gracias a las tasas aduaneras recaudadas por el hoppo de Cantón.
Los comerciantes europeos, principalmente la Compañía Británica de las Indias Orientales, estaban relativamente satisfechos con un sistema que les permitía mantener un cómodo monopolio sin los riesgos que una apertura comercial en demasiados puertos hubiera supuesto para su control del comercio entre China y Europa. Para la década de 1790, el comercio entre China y el Reino Unido suponía el 10% del producto interior bruto británico, y financiaba la ruinosa ocupación británica de la India. No obstante, las quejas por los injustos precios que el cohong fijaba sobre el té y la seda (mucho más baratos en los puertos del norte de China) y la fabulosa corrupción tanto del cohong como de los oficiales de aduanas de Cantón causaría numerosas fricciones entre chinos y occidentales; convencer a Qianlong de que permitiera la apertura comercial de China se convertiría en una de las principales razones que motivaron las embajadas occidentales que visitaron China durante la década de 1790.

### Relaciones internacionales
La creencia general de que China era el centro del mundo y que todos los gobernantes extranjeros debían vasallaje al emperador dominaba la manera en la que Qianlong concebía todas las relaciones internacionales: en términos de vasallaje, no de igualdad. Esto condicionó toda su política exterior, que consideraba debía conducirse con base a los términos que dictaba él mismo como emperador de China. Además, buena parte de las decisiones geopolíticas internacionales de China durante el reinado de Qianlong se basaron en la percepción de amenazas, a menudo ficticias, que Qianlong y sus consejeros creían interpretar en las intenciones de las diversas potencias extranjeras. Así, la política de afianzamiento de las fronteras occidentales del imperio había estado motivada en gran parte por el temor, bastante infundado, a que los zúngaros invadieran la llanura de China. Igualmente, la vasallización del Tíbet o la conquista de Mongolia Interior estuvieron motivados por el deseo de afianzar las fronteras de China contra posibles invasiones gurkhas o de tribus mongolas. 
De este modo, el establecimiento del sistema de Cantón estuvo en buena medida motivado por el temor infundado a una posible invasión de China por parte de las potencias occidentales, e incluso a fabulosos rumores de que un pretendiente Ming residente en las Filipinas pretendía usar a las potencias occidentales para reinstaurar la dinastía Ming.
En realidad, las potencias occidentales estaban principalmente interesadas en el comercio con China. Las restricciones comerciales resultantes del sistema de Cantón fueron una constante fuente de frustración para los europeos. Los británicos, así como los holandeses y otros europeos, estaban deseosos de poder acceder al mercado del norte de China, más próximo a los centros de producción de té y seda, y organizaron varias misiones diplomáticas a la corte de Qianlong a fin de conseguir concesiones del trono. Las dos misiones occidentales más famosas son la misión de Macartney de 1793, y la de Titsingh de 1794. 
La misión de lord Macartney se produjo a instancias de la Compañía Británica de las Indias Orientales. La principal motivación era el deseo de apertura del mercado chino a exportaciones de productos británicos, y la posibilidad de comerciar directamente con otros puertos de China. George Macartney, el embajador británico, llegó a China en 1793, acompañado de George Staunton, y fue recibido en Rehe por Qianlong. Las peticiones de lord Macartney a Qianlong eran variadas. Los británicos querían la reapertura al comercio internacional de los puertos de Amoy y Zoushan, así como la apertura de Tientsin y Zhejiang en el norte de China. Igualmente, pedían la posibilidad de comerciar directamente con los súbditos chinos, y no a través de los intermediarios del cohong. Sobre todo, querían tener la posibilidad de importar a China manufacturas británicas. También pedían la concesión de algún islote en la costa del sur de China donde poder establecer una factoría comercial al modo de la de los portugueses en Macao.
La misión fue un fracaso. Lord Macartney y su séquito se negaron a practicar la acostumbrada postración ritual ante el emperador, insistieron en todo momento en establecer relaciones diplomáticas en pie de igualdad con China, y sus peticiones eran del todo inaceptables para Qianlong, quien rechazó toda apertura comercial en el Segundo Edicto de Qianlong al Rey Jorge III. En él, Qianlong empleó formas rituales chinas que daban a entender que trataba al monarca británico como un vasallo. Esto causó gran estupor en el Reino Unido:

Si, tras haber recibido este explícito decreto, decides a la ligera atender a las peticiones de tus subordinados y permites a los mercaderes bárbaros proceder a Zhejiang y Tientsin con el objeto de tomar tierra y comerciar allí, las ordenanzas de mi Imperio Celestial son estrictas en grado sumo, y los funcionarios locales, tanto civiles como militares, están obligados a obedecer la ley con reverencia. Si tus barcos tocan tierra, tus mercaderes jamás tendrán permitido desembarcar o residir allí, y serán expulsados inmediatamente. En ese caso, tus mercaderes bárbaros habrán hecho un largo viaje en vano. ¡No digas que no fuiste avisado! ¡Obedece estremecido y no muestres negligencia! ¡Un mandato especial!
Emperador Qianlong:Segundo Edicto al Rey Jorge III de Gran Bretaña, 1792

La embajada de Isaac Titsingh de 1794 fue mucho más productiva. Como experimentado funcionario de la Compañía Neerlandesa de las Indias Orientales, Titsingh tenía mucha experiencia en el comercio oriental, y entendía la necesidad de acomodar sus costumbres a los rituales y ceremonias de la Corte china. Por ello, fue recibido con inusitado honor y respeto por Qianlong en el Antiguo Palacio de Verano, y logró con éxito alguna concesión a los holandeses. La embajada de Titsingh fue la última embajada occidental recibida por la Corte Imperial hasta la segunda guerra del Opio de 1860.
Ninguna de estas embajadas consiguió su propósito de apertura comercial en China. Qianlong solo deseaba favorecer las exportaciones de sus productos a cambio de plata. Conforme avanzaba su reinado, los problemas fiscales del trono se empezaron a hacer patentes: la recaudación fiscal de los impuestos agrícolas y de capitación estaba estancada, con lo que la única fuente adicional de ingresos era la plata importada por los mercaderes hong. Aunque reconocía el valor del comercio con los europeos y nunca quiso clausurarlo, Qianlong no tenía ningún deseo de atender las demandas de los occidentales de mayor apertura.

### Expansión demográfica y colonización interna
La expansión demográfica de China durante el reinado de Qianlong supuso que, para la década de 1790, el Imperio chino contara con casi 400 millones de habitantes. En un censo de principios del reinado del emperador Yongzheng, en 1723, se registraron 190 millones de habitantes. Pese a que las conquistas de Qianlong habían aumentado el número de súbditos directos, la mayor parte de los nuevos súbditos se debían al espectacular crecimiento demográfico que China vivió durante el reinado de Qianlong. En esto concurrieron varios factores. Por un lado, durante el reinado de Qianlong la mayor parte del territorio chino vivió un período de paz interior sin parangón en la historia china. Entre la rebelión Miao de 1735-36 y la rebelión del Loto Blanco de 1794, apenas si hubo grandes disturbios internos. Por otro, la expansión agrícola permitió sostener una población cada vez mayor. Finalmente, el desarrollo de industrias manufactureras a gran escala, que empleaban sobre todo a mujeres de origen campesino a cambio de modestos jornales, dio nuevo valor económico a las mujeres, que tradicionalmente eran abandonadas al nacer.
Los datos del censo chino demuestran un crecimiento continuado durante el reinado de Qianlong:
|      | Total   | Aumento por censo | Base 100 |
| ---- | ------- | ----------------- | -------- |
| 1722 | 150 000 |                   | 100      |
| 1749 | 177 495 | +27 495           | 118      |
| 1767 | 209 840 | +32 345           | 118      |
| 1776 | 268 238 | +58 398           | 128      |
| 1790 | 301 487 | +33 249           | 112      |
| 1810 | 340 000 | +38 513           | 113      |

Para la segunda mitad del reinado de Qianlong, el crecimiento demográfico comenzó a poner en serio riesgo el bienestar de sus súbditos, al llevar a crecientes crisis económicas de tipo malthusiano, típicamente asociadas a desastres naturales y malas cosechas. En esos casos, la población campesina se veía a menudo obligada a desplazarse a centros urbanos a fin de evitar hambrunas, y generaba en estos grandes tensiones sociales. Tradicionalmente, los Qing socorrían al campesinado en estas circunstancias con grano y alimentos de los almacenes imperiales, pero sobre todo a partir de 1770 los recursos del Imperio fueron a menudo insuficientes para hacer frente a las necesidades de una población en expansión. Aunque durante el reinado de Qianlong la expansión agrícola permitió soportar la población en expansión, para finales de su reinado aquella había llegado a su límite, y el exceso de población llevó a partir de 1790 a un empobrecimiento progresivo del campesinado que se extendería a lo largo del siglo XIX. Qianlong presidió una explosión demográfica que, a largo plazo, China no pudo soportar.
Aunque el sur de China era autosuficiente, el norte dependía de las exportaciones de alimentos del sur a través del Gran Canal. El creciente riesgo de hambrunas comenzó a empujar a parte de la población campesina a desplazarse a las ciudades y a otras zonas menos pobladas del Imperio. Las comunidades situadas a lo largo del Gran Canal crecieron con fuerza, así como los grandes centros urbanos del norte y sur de China.
Pero el impacto demográfico se hizo sentir sobre todo en la colonización de territorios hasta aquel momento deshabitados. Esto fue en parte promovido por el propio Qianlong, quien permitió una expansión territorial interna hacia territorios antiguamente considerados como fronterizos, como Yunan, Hubei, Sichuan, y Shaanxi en las tierras altas del río Han, y en menor medida en la cuenca del río Liao en Manchuria. Cientos de miles de colonos fueron desplazados a estos territorios. Asimismo, a fin de asentar sus nuevas conquistas, Qianlong promocionó la creación de colonias en los nuevos territorios conquistados de Sinkiang.
La estructura administrativa del imperio Qing no estaba preparada par lidiar con estas presiones demográficas. El sistema administrativo centralista de los Qing, basado en el junxian (una división jerárquica y administrativa del territorio semejante a un condado) y el baoji no podía desplegarse de manera satisfactoria en una zona carente de grandes centros urbanos o poblaciones. Además, los nuevos territorios a colonizar, habitualmente zonas montañosas, no eran ni tan productivos ni tan fáciles de colonizar como las cuencas bajas de los grandes ríos, y los nuevos colonos entraban en conflicto con otros grupos étnicos (como los miao en Yunan o los junchian en Shichuan) y anteriores oleadas de colonos, lo que era fuente continua de tensiones y revueltas. A la poca efectividad de los bao en estos territorios con escaso arraigo demográfico se añadía la falta de mandarines y gobernadores militares capaces de administrar estas provincias con eficacia, el desinterés de Qianlong por estas zonas fronterizas, y la falta de tropas suficientes para mantener el control sobre tan complicado territorio.
El ejemplo prototípico de todos estos problemas fue la cuenca alta del río Han (汉江, Hànshuǐ), que discurre por la actual Hubei. En 1773, tras una serie de inundaciones (típicas de las cuencas de los grandes ríos de China) y de malas cosechas en las tierras interiores del norte de China, una notable proporción del campesinado comenzó a desplazarse a las tierras altas del río Han. La cuenca alta estaba solo parcialmente colonizada, y carecía de grandes centros urbanos. El terreno era muy montañoso y a menudo de difícil acceso, y las nuevas comunidades estaban muy dispersas. Los rendimientos agrícolas eran bajos, y la presencia de oficiales y mandarines Qing escasa, y dado el poco control sobre los mismos, muy propensa a la corrupción. La débil presencia del estado en la cuenca del río Han favoreció el surgimiento de grupos de bandidos que se adueñaban de partes del territorio, a menudo con la connivencia de los magistrados Qing, o al menos sin gran oposición. 
Todo esto supuso que para la década de 1790, la cuenca alta del río Han fuera el principal foco de tensiones del Imperio chino. En efecto, aprovechándose de la débil presencia del estado en estas provincias, poco a poco surgieron en ellas una serie de organizaciones político-militares de dudoso carácter, a menudo poco menos que bandoleros dedicados a extorsionar a los colonos que los Qing eran incapaces de proteger. En este territorio, sobre todo entre Sichuan y Hebei, fue donde surgió la rebelión del Loto Blanco de 1794 que dominaría el final del reinado de Qianlong.
Otras zonas colonizadas también sufrieron problemas similares. En Yunnan y Sichuan los nuevos colonos vivían a merced de grupos de forajidos, y Yunnan se hizo famosa por sus bandoleros. Los colonos han de Sinkiang estaban sometidos a un territorio y una población local musulmana muy hostil, y los intentos de Qianlong por sinicizar esta provincia causaron grandes revueltas, como la revuelta de Sinkiang de 1783.

### Crisis social y administrativa
La incapacidad de mantener el control administrativo sobre los nuevos territorios colonizados evidenció uno de los grandes problemas de la segunda mitad del reinado de Qianlong. Aunque el sistema de exámenes imperiales garantizaba en principio un continuo influjo de nuevos mandarines y burócratas para administrar el imperio, este sistema se vio truncado por la creciente falta de recursos del trono.
Fundamentalmente, el número de plazas de mandarines disponibles se estancó. Esto fue debido a la falta de recursos fiscales del trono, puesto que pese a que el imperio estaba cada vez más poblado, la recaudación fiscal estaba estancada: los impuestos se recaudaban con base en las tierras, no a los ingresos, y los Qing habían prometido no elevar estos impuestos a los campesinos. Durante el reinado de Qianlong, este estancamiento había sido compensado en parte con el cada vez más boyante comercio con los países europeos, sobre todo el Reino Unido, Francia, Portugal y los Países Bajos. Pero la desconfianza en estos extranjeros limitaba el acceso de los mismos a China, y concentraba todo el comercio exterior del imperio en una serie de familias mercantiles (los mercaderes Hong) del puerto de Cantón, con lo que las tasas aduaneras apenas si pudieron compensar el estancamiento de la recaudación fiscal interna frente al alto coste de las campañas militares de Qianlong, y el cada vez mayor coste de la Corte Imperial china.
Por todo ello, el número de burócratas al servicio de Qianlong no pudo expandirse como hubiera sido necesario, y contribuyó a la creciente incapacidad de los Qing para administrar de forma efectiva su imperio. 
Esto causó a su vez una grave crisis social de movilidad ascendente. El acceso al mandarinato por medio de los exámenes imperiales era el principal vehículo de ascenso social en China. La creciente presión demográfica hizo incrementar sobremanera el número de opositores, muchos de ellos hijos de mercaderes y clases medias que veían en el examen imperial la única forma de ascender socialmente, y dificultó cada vez más el acceso a un puesto político, convirtiendo las carreras políticas de los mandarines en extremadamente competitivas y precarias. Aun cuando se aprobaba la oposición, a menudo los candidatos tenían que esperar hasta veinte años antes de que se produjera una vacante y ser asignados un puesto.
Por otro lado, surgió una casta de personas altamente educadas que, habiendo fracasado en su intento de aprobar los exámenes imperiales, se encontraba sin oficio alguno. Muchos desarrollaban carreras precarias como maestros o secretarios, pero la China de Qianlong fue incapaz de encontrar cabida a estos individuos, que pronto se convirtieron en un grave foco de disidencia intelectual.
Además, se empezó a hacer patente que aquellos candidatos que lograban superar los exámenes imperiales y accedían a un cargo estaban frecuentemente mal preparados para afrontar los numerosos problemas del Imperio. Por un lado, esto era debido a que el sistema de exámenes imperiales promovía una estructura burocrática muy rígida y jerárquica, algo que Qianlong empeoró promoviendo entre los mandarines un legalismo paternalista neo-confuciano muy conservador: las oposiciones primaban la doctrina confuciana frente a conocimientos específicos de finanzas, obras públicas, o economía política, y enfatizaban el respeto a la jerarquía burocrática. Por otro lado, Qianlong instauró un estricto control de las actividades de todos los mandarines, a los que embebió en una estructura burocrática vertical que sometía a los mandarines a continuas inspecciones, juicios de residencia y frecuentes castigos. Qianlong esperaba que todos los asuntos fueran memorializados y remitidos a los mandarines de rango superior, quienes a su vez remitían todos los asuntos a la Corte Imperial. Esto incitaba a muchos mandarines a falsear memoriales para evitar la ira de sus superiores, ocultar malas noticias, o a demorar la toma de decisiones hasta obtener una respuesta de sus superiores. Con frecuencia, esto resultaba en decisiones lentas y mal planteadas, y ponía de manifiesto la incapacidad de responder con eficacia y diligencia a las crisis locales a las que se enfrentaban. La amenaza de ser reprendidos o castigados llevaba a muchos mandarines a retirarse al cabo de unos pocos años en el cargo, una vez habían recuperado la inversión realizada en aprobar su examen por medio de sobornos, con lo que su tenencia como mandarines se convertía en una excusa para enriquecerse más que para servir al estado.
Todo ello generó una creciente rivalidad y resentimiento fuera y dentro de la administración Qing, cada vez sometida a mayores tensiones. Poco a poco surgieron redes de intereses, camarillas y corruptelas, destinadas a apoyarse mutuamente y promover candidatos propios a puestos estratégicos en las provincias y en la administración central. Tales problemas alcanzaron su punto álgido con el ascenso Heshen como ministro principal de Qianlong a partir de 1777. Heshen impuso la necesidad de proporcionar jingong 进贡 (regalos) a modo de sobornos a fin de asegurarse ascensos en la carrera política, sobre todo luego de aprobar las oposiciones. Los opositores se endeudaban seriamente con sus valedores políticos a fin de poder abonarles el jingong requerido, y una vez accedido a un cargo, solían rehacer sus finanzas por medio de prácticas corruptas como desvío de fondos. A consecuencia de todo ello, la corrupción se generalizó en la administración de Qianlong, sobre todo entre los mandarines de menor rango, menos sometidos al escrutinio del trono. Esto acabó por convertirse en una grandísimo problema para Qianlong, pues los mandarines de bajo rango eran el brazo del estado directamente en contacto con sus súbditos. La venalidad generalizada de estos alienó progresivamente a la población china contra los Qing, algo que la disidencia intelectual supo aprovechar. Esto fue un factor determinante en el estallido de la rebelión del Loto Blanco de 1794.

## Últimos años (1775-1796)
El último período del reinado de Qianlong estuvo marcado por el lento estancamiento de China. A la falta de las necesarias reformas estructurales con los que enfrentarse al extraordinario crecimiento demográfico de China durante este período se le unieron problemas militares y la decadencia del gobierno imperial de la mano de Heshen, el favorito de Qianlong. El propio Qianlong comenzó a desentenderse de los asuntos de gobierno. 
Tras el desastre de la campaña Birmana de 1765-1770, Qianlong decidió abandonar la idea de nuevas campañas militares expansivas, y proclamó una política de «sostener la prosperidad y mantener la paz» (持盈保泰, chiying baotai) en el extenso imperio que había conquistado. Así, a partir de 1770, pese a que la actividad militar de Qianlong se mantuvo (sobre todo con la campaña en Vietnam en los años 1780), el foco de su reinado pasó poco a poco de ser la expansión territorial y el afianzamiento de las fronteras al mantenimiento del orden interno de China. 

### Heshen
En los últimos años de su reinado, Qianlong, un tanto desilusionado con sus fracasos militares en el sur, comenzó a aislarse cada vez más de sus antiguos consejeros, y empezó a confiar los asuntos de estado cada vez más en oficiales corruptos como Heshen y Yu Minzhong.
De origen manchú, Heshen ascendió rápidamente de guardia de palacio (en 1775) a consejero (1776) y ministro del emperador (1777). Qianlong quedó encandilado con la virilidad y la buena disposición del mismo, y Heshen pronto se convirtió en su principal confidente. Aunque no está corroborado, los rumores de palacio sugerían que Heshen era el amante del emperador. Conforme iba ganándose la confianza de Qianlong, Heshen empezó a usar su influencia para lucrarse personalmente. Pronto comenzó a exigir «regalos» a cambio de expeditar ascensos en la carrera de los mandarines, y se volvió imposible acceder a cargos públicos sin sobornar a Heshen. A fin de afianzar su control del poder, empezó a posicionar a sus asociados en puestos clave de la administración. Por ejemplo, usando su influencia como ministro de la Casa Imperial, puso a la venta todos los cargos de la administración del sistema de diques del río Amarillo, cruciales para prevenir las inundaciones cíclicas que sufre el valle del río Amarillo. Los nuevos administradores usaron esos puestos para desviar todos los generosos fondos que el gobierno Qing destinaba a ese fin a sus bolsillos y a los del propio Heshen. A consecuencia de ello, las defensas frente a inundaciones quedaron totalmente desatendidas, y en 1796 cuando se desbordó el río Amarillo, las inundaciones causaron un gran número de víctimas. Igualmente, la corrupción de Heshen afectó al mantenimiento del Gran Canal, infraestructura fundamental para el transporte de alimentos del sur de China al norte. Los clientes de Heshen desviaron muchos de los fondos destinados al mantenimiento del Gran Canal, lo que resultó en su colmatación parcial y afectó gravemente al transporte de alimentos, llegando a generar hambrunas en el norte de China durante la década de 1790.
La venalidad de Heshen se hizo fabulosa, y era pública y notoria entre todos los cortesanos de Qianlong. Sin embargo, nadie se atrevía a actuar: Heshen era muy poderoso, y acusarlo de corrupción hubiera sido equivalente a criticar a Qianlong, y sugerir que estaba perdiendo el control de su gobierno. Además, la red de intereses y sobornos creada por Heshen era tan extensa que había pocos oficiales que no hubieran aceptado o pagado uno. Así, nadie se atrevió a actuar contra él hasta la muerte de Qianlong en 1799. Cuando, a la muerte de Qianlong, Heshen fue ejecutado por el emperador Jiaqing en 1799, se descubrió que la fortuna personal de Heshen excedía los 900 millones de taeles de plata. En comparación, el tesoro imperial chino en su momento de mayor abundancia, en 1775, contenía 73,9 millones de taeles: la fortuna personal de Heshen excedía doce años de ingresos del Imperio chino. Mientras tanto, el efecto de Heshen en la administración del imperio chino había sido devastador.

### Rebelión del Loto Blanco
A partir de 1790 Qianlong, dando muestras de creciente senilidad, empezó a desinteresarse de los asuntos diarios del gobierno del Imperio Qing, y los dejó principalmente en manos de Heshen. Qianlong se centró en su pasión por las artes y las letras, y en asuntos de índole militar. En 1796, cumpliendo su promesa de no reinar durante más tiempo que su abuelo el emperador Kangxi, Qianlong abdicó formalmente en su hijo Jiaqing, y se convirtió en el "Supremo Emperador", el Taishang Huang. En vez de dejar que Jiaqing asumiera las riendas del poder, la piedad filial confuciana exigía que Jiaqiing permitiera a su padre Qianlong continuar ejerciendo el poder.
La abdicación de Qianlong, programada desde hacía décadas, se produjo al comienzo de la Rebelión del Loto Blanco, que había comenzado en 1794 en la zona montañosa que separa Sichuan de Hubei y Shaanxi. Inicialmente, se trataba de una revuelta contra los impuestos de los Qing promovida por la Sociedad del Loto Blanco, una sociedad secreta religiosa de tintes milenaristas y budistas que había surgido en el siglo xiv y había protagonizado otras revueltas de índole similar, la más reciente en 1774 en la provincia de Shandong.
Poco interesado en una rebelión en principio localizada en las tierras altas del río Han, Qianlong y sus cortesanos ignoraron en primera instancia las súplicas de los gobernadores de Hubei y Shaanxi de que enviaran al ejército de los Ocho Estandartes para sofocar la rebelión. Qianlong interpretó el alzamiento como un asunto local, y amonestó a los gobernadores locales por su incapacidad para aplacar la rebelión. La falta de respuesta inmediata hizo que la rebelión ganara adeptos, sobre todo entre los colonos y campesinos de la zona, a menudo sometidos a abusos por parte de los corruptos oficiales Qing.
Conforme la rebelión se extendía, Qianlong se decidió al fin mandar en 1796 a sus experimentados generales Helin y Fuk'anggan con tropas regulares del Estandarte Verde. Pese a la escasa preparación de los rebeldes, estos lograron derrotar a las tropas Qing, y ambos generales murieron en la contienda de 1796.
Al tiempo que les negaba las tropas de élite del gobierno central, Qianlong había instado a los gobernadores locales a reclutar milicias locales y, para ello, puso a su disposición generosos fondos de las reservas del tesoro imperial chino. Heshen usó esta oportunidad para su propio lucro. Generó una red de corruptelas destinadas a falsear datos de reclutamiento locales y a pretender el éxito de la campaña militar. Los gobernadores locales, animados por Heshen, reportaban comúnmente el haber reclutado cientos de miles de milicianos, a fin de embolsarse los generosos fondos que Qianlong había puesto a su disposición. Heshen y su red de informantes falseaban los despachos de guerra que llegaban a Qianlong, reportando solo éxitos militares contra los rebeldes, y omitiendo toda derrota o contratiempo.
Para 1798, Qianlong no era capaz de entender por qué tras tantas supuestas victorias, los cabecillas de los rebeldes se negaban a rendirse. La realidad era muy diferente. Los rebeldes habían desarrollado una guerra de guerrillas aprovechando la dificultad del terreno y la escasa presencia de tropas Qing, poco preparadas para ese tipo de tácticas en un terreno montañoso. La corrupción de Heshen, más interesado en lucrarse que en sofocar la rebelión, y de los gobernadores locales, hicieron que la campaña contra el Loto Blanco se estancara. 

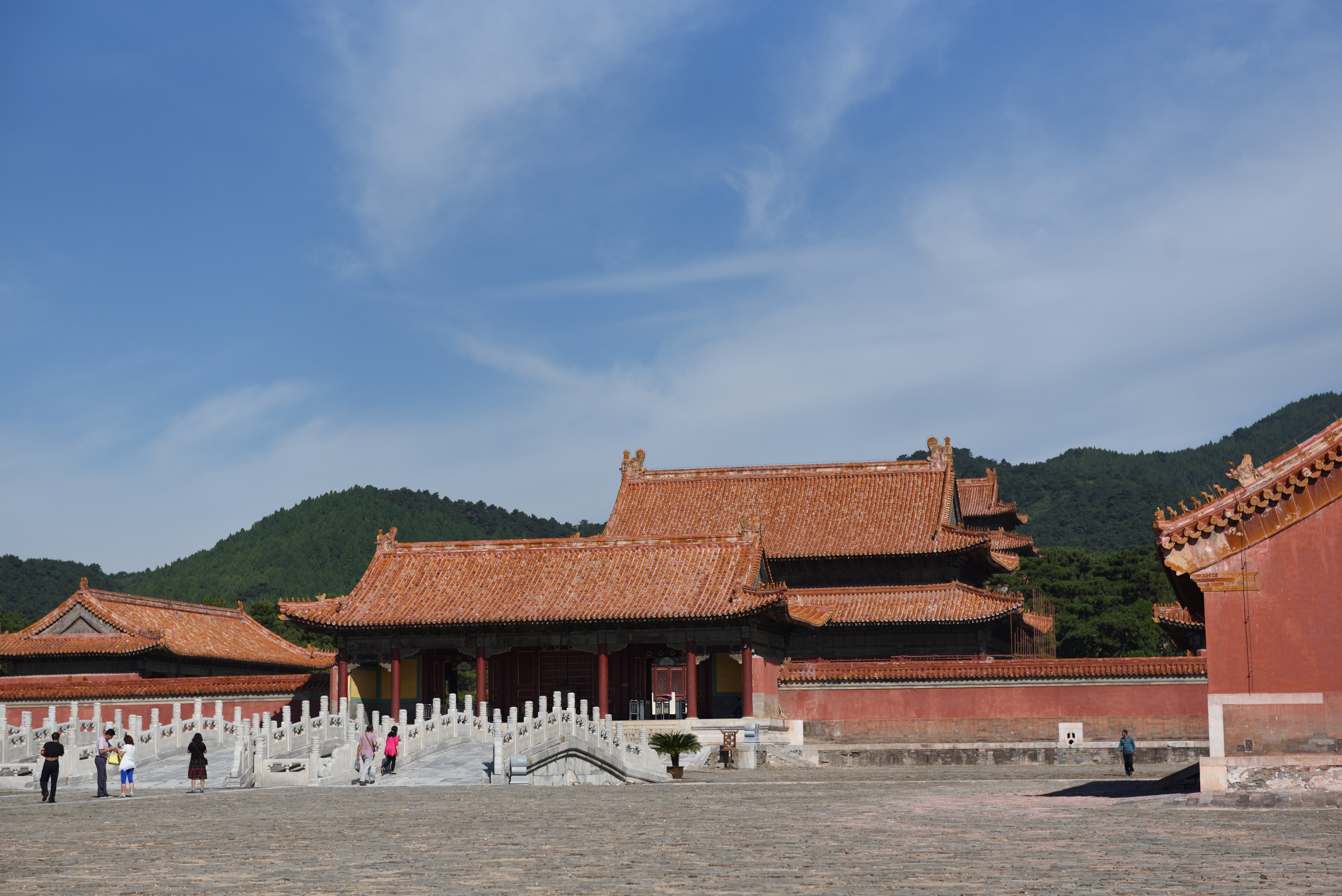
Mausoleo Yu Ling, donde Qianlong fue enterrado.

Para cuando Qianlong murió en 1799, Heshen había malversado casi cien millones de taeles de plata en una campaña que apenas si había tenido lugar.Sería tras una costosísima campaña militar que en 1804 el emperador Jiaqing conseguiría aplacar una rebelión que costó a los Qing su prestigio interno y que agotó el tesoro imperial.

### Fallecimiento
Qianlong falleció en la Ciudad Prohibida en 1799 tras una breve enfermedad. Fue enterrado en el Mausoleo Yu Ling, un imponente edificio funerario situado en el complejo de las Tumbas Qing Orientales, a unos 125 km al este de Pekín, en Zunhua, actual Hebei. El mausoleo costó unos 1.8 millones de taeles de plata, y había sido diseñado por el propio Qianlong entre 1743 y 1752. Qianlong fue enterrado allí junto con sus esposas favoritas. En el momento de su muerte, pese a los problemas estructurales, China seguía siendo un país ejemplarmente gobernado y excepcionalmente bien gestionado, con lo que la sucesión se produjo sin problemas.

## Familia

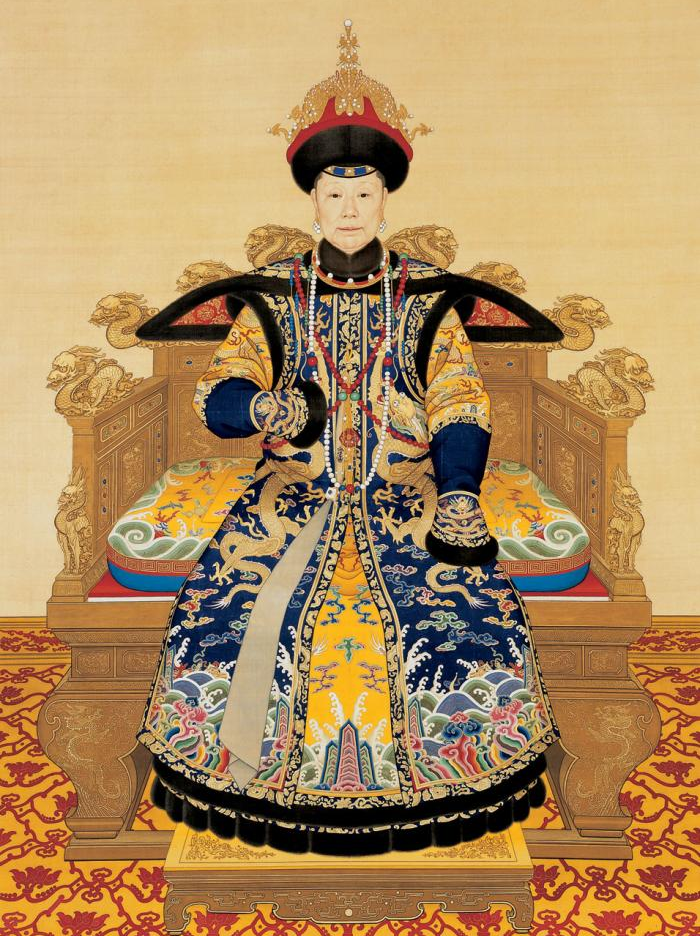
Emperatriz Viuda Xiaoshengxian (1692 -1777), madre de Qianlong, y a la este que adoraba.

Qianlong tuvo un total de 41 esposas de distintos rangos. Las emperatrices y concubinas que dieron a luz a vástagos del emperador fueron:
- Emperatriz Xiao Xian (孝贤, 1712-1748): cuatro hijos.
- Emperatriz Ulanara (繼 皇后, 1718-1766), caída en desgracia: tres hijos.
- Emperatriz Xiaoyichun (孝 仪 纯, 1727-1775): seis hijos, incluyendo al príncipe Yongyan, futuro emperador Jiaqing.
- Noble consorte imperial Zhe Min (哲 悯,? -1735): dos hijos.
- Noble consorte imperial Shu Jia (淑 嘉,? -1755): cuatro hijos.
- Noble consorte imperial Chin Hui (纯 慧, 1713-1760): tres hijos.
- Consorte imperial Xin (忻,? -1765): un hijo.
- Consorte imperial Yu (愉, 1714-1792): un hijo.
- Concubina Shu (舒, 1728-1777): un hijo.
- Concubina Dun (惇, 1745-1806): un hijo.

Qianlong estuvo enamorado solo de su primera mujer, la emperatriz Xiao Xian. La había desposado a la edad de 16 años, y cuando esta falleció de manera inesperada en 1748 el emperador nunca se recuperó. Jamás volvió a tener una relación tan íntima con ninguna de sus otras cuarenta mujeres, aunque tuvo un total de 17 hijos y 10 hijas, de los cuales la mitad alcanzaron la edad adulta.
La mujer más importante en la vida de Qianlong fue su madre, la consorte Xiao Sheng Xian (孝 聖 憲, 1693-1777), a la que Qianlong elevó al rango de Emperatriz Viuda. La solía visitar una vez cada tres días de manera regular, honrándola en cada festividad, cubriéndola de regalos, y llevándola consigo en todos sus viajes. La Emperatriz Viuda se mantuvo muy vital hasta sus últimos días, y la adoración de su hijo fue siempre extraordinaria. Pese a ello, Qianlong también la mantenía excluida de los asuntos de gobierno, y tenía expresamente prohibido interferir en asuntos políticos.
Qianlong nunca permitió a sus familiares tomar parte en las labores de gobierno. La única carrera abierta a ellos era el ejército. Cuando abdicó en su hijo Jiaqing, mantuvo las riendas del poder y excluyó a Jiaqing de los asuntos de gobierno. 

## Valoración

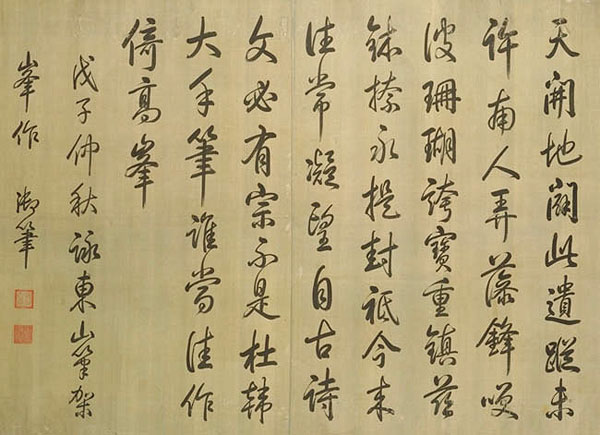
Caligrafía de Qianlong.

Qianlong heredó un imperio en auge, y lo llevó a sus mayores cotas demográficas y de expansión territorial. La primera parte de su reinado estuvo marcada por el crecimiento económico y los éxitos militares en Asia Central. Fue un gobernante culto, patrón de las artes y las letras, y un general de éxito. Su fama y prestigio se extendieron hasta Europa, donde era admirado por las diversas cortes reales como un prototipo de déspota ilustrado. Qianlong mantuvo las finanzas del estado bajo control, y fue un administrador competente. Se preocupó del bienestar de sus súbditos y favoreció al pequeño campesinado frente a los abusos de los grandes terratenientes. Sin embargo, su autoritarismo y conservadurismo social limitaron su capacidad de acción, y no propiciaron las necesarias reformas estructurales con las que China podría haber encarado el siglo xix con mayor éxito. 
Los logros de Qianlong cimentaron su prestigio local y global como uno de los grandes emperadores de la historia de China. Su gobierno estuvo marcado por la prosperidad general de sus súbditos, la expansión territorial, y por la estabilidad interna y la paz social. Como promotor de las artes y las letras, Qianlong fue uno de los mecenas más importantes de la historia de China, además de un gran literato y pintor. Gran parte de las obras de arte de la Ciudad Prohibida fueron adquiridas durante su reinado, y la compilación de la Siku Quanshu salvaguardó en buena medida las grandes obras de la literatura clásica china. 
Sin embargo, sus logros quedaron ensombrecidos por su legado. Para finales de su reinado, los temas centrales de los muchos problemas del gobierno de China durante el declive de la dinastía Qing en el siglo xix se habían empezado a hacer patentes. La expansión territorial de Qianlong había llevado al límite la capacidad del Imperio Qing para administrar y pacificar un territorio multiétnico sometido a grandes tensiones sociales. El Ejército era poco profesional y estaba anclado en estructuras tribales. La sociedad civil era conservadora y apegada a las costumbres confucianas. La explosión demográfica había llevado a un exceso de población, sometida a continuas hambrunas y a un empobrecimiento generalizado. La administración era autoritaria, centralista y corrupta, incapaz de ofrecer respuesta a los numerosos problemas diarios de los súbditos chinos. La Corte, sometida a la manchucificación promovida por Qianlong, era distante y estaba aislada étnica y socialmente del resto del país. El país entero estaba cerrado a las influencias externas y desconfiaba de los extranjeros. Los defectos estructurales en la organización de la administración y la inadecuada estructura impositiva abocarían al agotamiento de los recursos del Estado para principios del siglo xix. Todos estos problemas llevarían a China a una serie de crisis internas y externas que, finalmente, acabarían con la dinastía Qing en 1912.

## Semblanza
Un diplomático británico que visitó la corte Qing en 1793 con la embajada de Lord Macartney describió a Qianlong de la siguiente manera:

El Emperador es de unos 180 cm de altura, y de constitución delgada pero elegante; su tez es relativamente blanca, pero sus ojos son oscuros; su nariz es bastante aguileña, y su semblante es perfectamente regular hasta el punto de que, ni por asomo, refleja la avanzada edad que dicen que ha alcanzado; su persona es atractiva, y su porte va acompañado de una afabilidad que, sin disminuir la dignidad del príncipe, evidencia la cordialidad del carácter del hombre. Su vestido lo formaba una toga de seda amarilla, un birrete de terciopelo negro con una bola roja encima, y adornado con la pluma de un pavo real, que es la peculiar distinción de los mandarines de primer rango. Llevaba puestas unas botas de seda con ribetes de oro, y un fajín azul en la cintura.

### Historia de la dinastía Qing
- John K. Fairbank: Late Ch'ing, 1800–1911 (= The Cambridge History of China. Vol. 11). Part 2. Cambridge University Press, Cambridge u. a. 1980, ISBN 0-521-22029-7.
- Frederick W. Mote: Imperial China. 900–1800. Harvard Univ. Press, Cambridge MA u. a. 2003, ISBN 0-674-44515-5.
- Willard J. Peterson (Hrsg.): The Ch'ing Empire to 1800 (= The Cambridge History of China. Vol. 9). Part 1. Cambridge University Press, Cambridge u. a. 2002, ISBN 0-521-24334-3.
- Evelyn S. Rawski, Jessica Rawson (Hrsg.): China. The Three Emperors. 1662–1795. Royal Academy of Arts, London 2006, ISBN 1-903973-69-4.

### Biografías de Qianlong
- Mark C. Elliott: Emperor Qianlong. Son of Heaven, man of the world. Longman, New York NY u. a. 2009, ISBN 978-0-321-08444-6.
- Martin Gimm: Kaiser Qianlong (1711–1799) als Poet. Anmerkungen zu seinem schriftstellerischen Werk (= Sinologica Coloniensia. Bd. 15). Steiner, Stuttgart 1993. ISBN 3-515-05881-8.
- Chiumei Ho: Splendors of China’s Forbidden City. The Glorious Reign of Emperor Qianlong. Merrell, London 2004, ISBN 1-85894-203-9.
- Zhang Hongxing: The Qianlong Emperor. Treasures from the forbidden city. London 2002. ISBN 1-901663-77-9.
- 周遠廉: 乾隆皇帝大傳. Henan Renmin Chubanshe, Zhengzhou 1990. ISBN 7-215-00624-7.

### Colección Imperial de Qianlong
- Marie-Claude Bianchini (Ed.): Trésors du Musée national du Palais, Taipei, Mémoire d’Empire. Réunion des Musées Nationaux, Paris 1998. ISBN 2-7118-3651-7.
- Lothar Ledderose (Ed.): Palastmuseum Peking. Schätze aus der Verbotenen Stadt. Insel-Verlag, Fráncfort del Meno 1985, ISBN 3-458-14266-5.
- Ursula Toyka-Fuong (Ed.): Schätze der Himmelssöhne: die kaiserliche Sammlung aus dem Nationalen Palastmuseum, Taipeh, Die Großen Sammlungen. Hatje Cantz u. a., Ostfildern u. a. 2003, ISBN 3-7757-1318-2.

### Pekín durante el reinado de Qianlong
- Che Bing Chiu: Yuanming Yuan. Le jardin de la Clarté parfaite. Les Éditions de l’Imprimeur, Besançon 2000, ISBN 2-910735-31-1.
- May Holdsworth, Caroline Courtauld: The Forbidden City. The Great Within. I. B. Tauris, London 1995, ISBN 1-86064-021-4.
- Susan Naquin: Peking. Temples and City Life, 1400–1900. University of California Press, Berkeley CA u. a. 2000, ISBN 0-520-21991-0.
- Frances Wood: The Forbidden City. British Museum Press, London 2005, ISBN 0-7141-2789-2.
- Wan Yi: Das Leben in der Verbotenen Stadt. Die Qing-Dynastie 1644–1911. The Commercial Press, Hong Kong 1989, ISBN 962-07-5075-6.
- Young-Tsu Wong: A Paradise Lost. the Imperial Garden Yuanming-Yuan. University of Hawai'i Press, Honolulu 2001, ISBN 0-8248-2328-1